# Re Artù
(Iscrizione tombale di re Artù da La morte di Artù, libro XXI)
Re Artù (noto anche come Artù Pendragon; in gallese Brenin Arthur; in cornico: Arthur Gernow; in bretone: Roue Arzhur; in inglese King Arthur; in latino Rex Arthurus o Arthur) è un leggendario condottiero britannico che, secondo le storie e i romanzi medievali, difese la Britannia dalle invasioni degli Anglosassoni tra la fine del V secolo e l'inizio del VI. I dettagli della vita di Artù sono principalmente frutto di folclore e invenzione letteraria, e la sua esistenza storica è discussa e contestata dagli storici moderni. Lo sfondo storico delle vicende relative ad Artù è descritto in varie fonti, tra cui gli Annales Cambriae, la Historia Brittonum e gli scritti di Gildas di Rhuys. Nelle citazioni più antiche che lo riguardano e nei testi in gallese non viene mai definito re, ma dux bellorum (lett. "condottiero delle guerre"). Antichi testi altomedievali in gallese lo chiamano ameraudur (lett. "imperatore"), prendendo il termine dal latino, ma con un significato che potrebbe anche essere quello di "signore della guerra". Il nome di Artù si ritrova anche nelle più antiche fonti poetiche come il poema Y Gododdin.
Artù è una figura centrale nelle leggende che costituiscono la materia di Bretagna (anche ciclo bretone o ciclo arturiano), dove appare come la figura del monarca ideale sia in pace sia in guerra, che vive in un regno metà reale e metà incantato (un regno pieno di creature magiche, maghi e incantesimi, armi incantate e grandi avventure) con capitale la sua grande fortezza di Camelot. 
Queste caratteristiche lo resero uno dei più famosi personaggi dell'immaginario medievale (sebbene Artù sia un personaggio che vive nel periodo della Tarda antichità) e della storia.
Oggi Artù e il suo mondo si possono considerare i precursori di tutti i protagonisti e luoghi fantastici che sono legati alla letteratura fantasy.
Il leggendario Artù si è sviluppato come una figura di interesse internazionale in gran parte grazie alla popolarità della fantasiosa e immaginaria Historia Regum Britanniae (storia dei re della Gran Bretagna) del XII secolo scritta da Goffredo di Monmouth. In alcuni racconti e poesie gallesi e bretoni che per prime descrivono queste storie, Artù appare come un grande guerriero che difende la Gran Bretagna da nemici umani e soprannaturali o come una figura magica del folklore, talvolta associata a Annwn, l'oltretomba della mitologia gallese. Non si sa quanto l'Historia di Goffredo (completata nel 1138) sia stata ispirata da tali precedenti fonti o non sia piuttosto frutto dell'invenzione dell'autore stesso.
Anche se i temi, gli eventi e i personaggi della leggenda arturiana variano considerevolmente da testo a testo e non esiste una versione canonica, quella proposta da Goffredo viene spesso considerata come punto di partenza per i successivi racconti. Goffredo descrisse Artù come un re di Gran Bretagna che sconfisse i Sassoni e fondò un impero in Gran Bretagna, Irlanda, Islanda, Norvegia e Gallia.
Molti elementi e personaggi che ora sono parte integrante della storia di Artù figurano già nella storia di Goffredo, tra cui il padre Uther Pendragon, lo zio Ambrosio Aureliano, il mago Merlino, la moglie di Artù Ginevra, la spada Excalibur, il concepimento di Artù nel castello di Tintagel, la sua ultima battaglia contro Mordred a Camlann e il riposo finale ad Avalon. Lo scrittore francese Chrétien de Troyes del XII secolo, che aggiunse alla storia il personaggio di Lancillotto e il Santo Graal, fu colui che diede inizio al genere del romanzo arturiano che divenne un importante filone della letteratura medievale. L'opera culminante di questo filone (e anche quella che è entrata in maniera più integrale nel pubblico di massa) è la Morte di Artù di Thomas Malory del XV secolo, che oltre ad avere molti elementi in comune con le opere di Goffredo e Chrétien, contiene anche una figura estremamente più cortese e grandiosa di Artù, che viene infatti presentato non solo come un re britannico, ma anche come un potente Imperatore romano (a sottolineare la sua discendenza con la nobiltà romana).
Nei racconti francesi, l'attenzione narrativa si sposta frequentemente da re Artù verso altri personaggi, come gli altri cavalieri della Tavola Rotonda. La letteratura arturiana prosperò nel corso del Medioevo ma poi andò decadendo nei secoli successivi, fino a quando non conobbe una forte rinascita a partire dal XIX secolo. Nel XXI secolo, la leggenda continua a vivere, non solo nella letteratura ma anche in adattamenti per teatro, film, televisione, fumetti e altro.

## Discussione sulla storicità

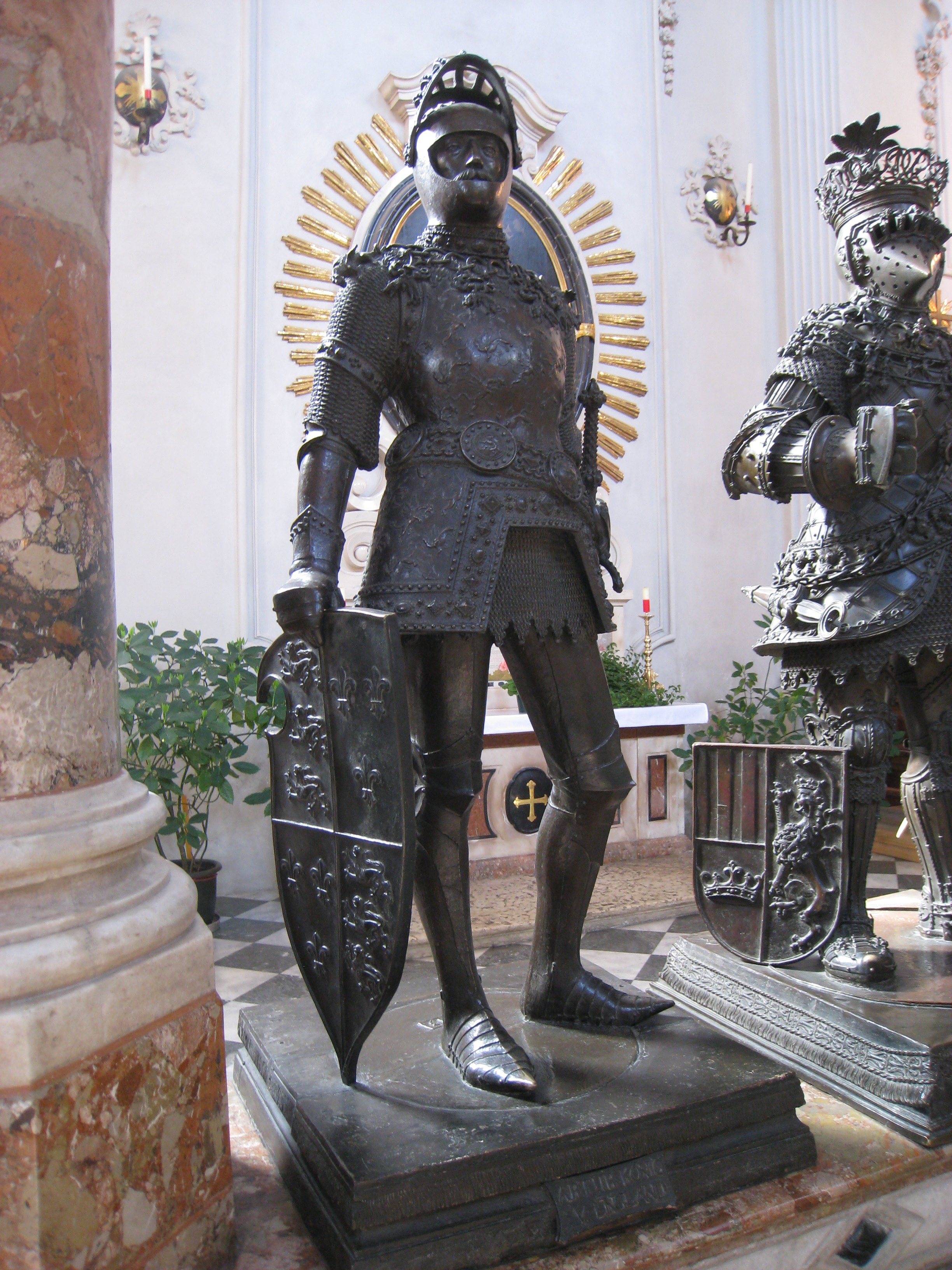
Statua di re Artù nella Hofkirche di Innsbruck, disegnata da Albrecht Dürer e fusa da Peter Vischer il Vecchio (1520 circa).

Da tempo gli studiosi discutono circa la storicità della leggenda di re Artù. Una scuola di pensiero, che cita alcune parti della Historia Brittonum e degli Annales Cambriae, vede il re come una vera figura storica, un condottiero romano-britannico che avrebbe combattuto contro gli invasori anglo-sassoni tra la fine del V secolo e gli inizi del VI. La Historia Brittonum, una compilazione storica scritta in latino nel IX secolo attribuita in alcuni manoscritti tardivi a un chierico gallese chiamato Nennius, contiene la prima menzione databile di re Artù ed elenca dodici battaglie a cui egli prese parte. Queste culminarono nella battaglia del Monte Badon (in latino tardo: "Pugna apud Mons Bedonicus"), dove si racconta che da solo riuscì a uccidere 960 nemici. Studi recenti, tuttavia, si interrogano sull'affidabilità della stessa Historia Brittonum.
L'altro testo che sembra sostenere la teoria favorevole all'esistenza storica di Artù è l'Annales Cambriae del X secolo, il quale anch'esso correla Artù alla battaglia del Monte Badon. Gli Annales datano questa battaglia tra il 516 e il 518 e menzionano anche la battaglia di Camlann, in cui Artù e Mordred vennero entrambi uccisi, collocandola tra il 537 e il 539. Questi dettagli sono stati spesso utilizzati per rafforzare la fiducia riguardo l'Historia e per confermare che Artù avesse combattuto realmente a Badon. Tuttavia sono emersi dei problemi nell'utilizzare questa fonte a sostegno della storicità dell'Historia Brittonum. L'ultima ricerca dimostra che gli Annales Cambriae si basavano su una cronaca incominciata alla fine dell'VIII secolo in Galles. Inoltre, la complessa storia testuale degli Annales Cambriae esclude con ogni certezza che gli annali arturiani siano stati aggiunti a essa prima. Vennero probabilmente aggiunti durante il X secolo e potrebbero non essere esistiti in una precedente raccolta di annali. La parte sulla battaglia di Badon probabilmente deriva dalla Historia Brittonum.

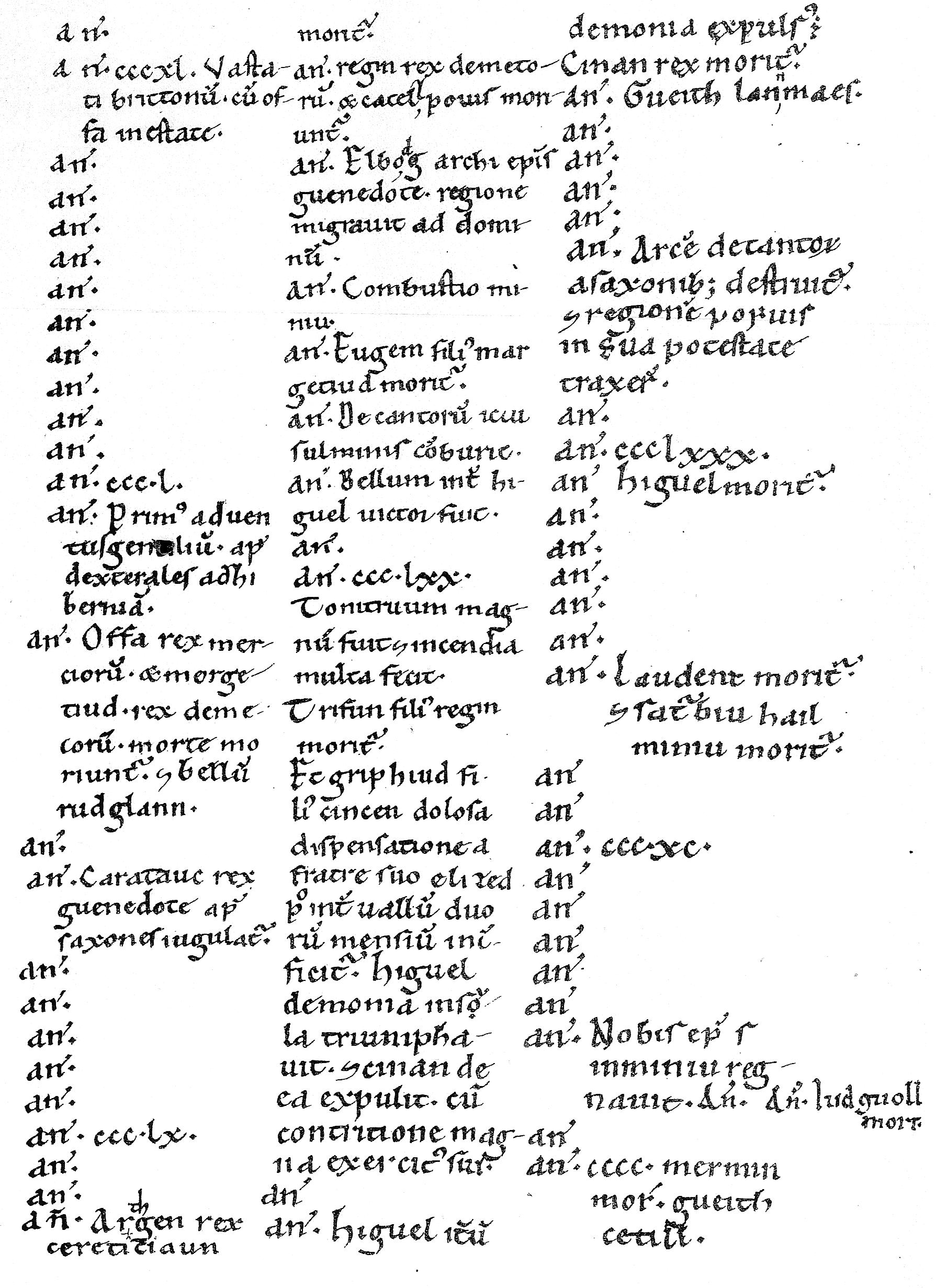
Gli Annales Cambriae del X secolo, in una copia del 1100 circa.

Questa mancanza di convincenti testimonianze precoci è il motivo per cui molti storici escludono Artù dai loro resoconti della Britannia postromana. Secondo lo storico Thomas Charles-Edwards, "a questo punto dell'inchiesta si può solo dire che ci sia stato un Artù storico [ma ...] gli storici non possono dire ancora nulla di valevole su di lui". Queste moderne ammissioni dell'ignoranza sono una tendenza relativamente recente; le generazioni precedenti di storici furono meno scettiche. Ad esempio, lo storico John Morris ha fatto del presunto regno di Artù la base organizzativa della sua storia The Age of Arthur (1973) che racconta la Gran Bretagna e l'Irlanda postromana. Tuttavia, anche così, egli ebbe poco da dire sull'Artù storico.
Parzialmente in reazione a tali teorie, emerse un'altra scuola di pensiero che sosteneva che non vi fosse alcuna esistenza storica di Artù. L'Age of Arthur di Morris spinse l'archeologo Nowell Myres a osservare che "nessuna figura posta sul confine tra la storia e la mitologia ha fatto sprecare più tempo agli storici". Il sermone De Excidio Britanniae ("Sulla rovina della Britannia") del VI secolo di Gildas di Rhuys, scritta nel vivo ricordo degli eventi della Montagna di Badon, parla della battaglia ma non menziona Artù. Non appare, inoltre, alcuna menzione di re Artù nemmeno nella cronaca anglosassone o in qualsiasi manoscritto sopravvissuto scritto tra il 400 e l'820. Egli è assente anche dalla Historia ecclesiastica gentis Anglorum di Beda il Venerabile, risalente ai primi anni del VIII secolo, un'altra importante antica fonte per la storia postromana che ricorda la battaglia della Montagna di Badon. Lo storico David Dumville ha scritto: "Penso che possiamo disporre di lui [Artù] abbastanza brevemente: deve il suo posto nei nostri libri di storia grazie alla scuola di pensiero 'non fumo senza fuoco'... Il fatto della questione è che non vi sono testimonianze storiche su Artù e pertanto dobbiamo rifiutarlo dalle nostre storie e, soprattutto, dai titoli dei nostri libri".
Alcuni studiosi sostengono che Artù fosse originariamente un eroe fittizio del folklore, o addirittura una divinità celtica parzialmente dimenticata, a cui successivamente vennero associati fatti reali nel lontano passato. Questi citano a titolo di esempio paralleli con altri personaggi mitologici che poi vennero storicizzati come Hengest del Kent, un leggendario sovrano. Beda il Venerabile attribuì a queste leggendarie figure un ruolo storico nella conquista anglosassone del VI secolo della Gran Bretagna orientale. Non è nemmeno certo che Artù fosse considerato un re nei primi testi. Né la Historia né gli Annales lo chiamano con l'appellativo "rex": il primo lo chiama invece "dux bellorum" (condottiero delle battaglie) e "miles" (soldato).
I documenti storici relativi al periodo postromano sono scarsi, per cui una risposta definitiva alla questione dell'esistenza storica di Artù è improbabile. A partire dal XII secolo sono stati identificati siti e luoghi come "Arturiani", ma sono carenti di prove archeologiche certe. La cosiddetta "pietra di Artù", scoperta nel 1998 tra le rovine del castello di Tintagel in Cornovaglia in un sicuro contesto archeologico del VI secolo, ha creato un breve fervore ma in seguito ad approfondimenti essa si è dimostrata irrilevante. Altre testimonianze inscritte riguardanti Artù, tra cui la presunta tomba presso l'abbazia di Glastonbury, sono contaminate da possibili falsificazioni. Sebbene siano state proposte diverse figure storiche riconducibili ad Artù, non sono mai emerse prove convincenti a favore di queste identificazioni. Queste spaziano da Lucio Artorio Casto, condottiero romano che prestò servizio in Britannia tra il II e il III secolo, a imperatori romani usurpatori come Magno Massimo o governatori romani-britannici come Riotamo, Ambrosio Aureliano, Owain Ddantgwyn, e Athrwys ap Meurig.

## Origini del nome
L'origine del nome Artù resta una questione di dibattito. Alcuni sostengono che derivi dal romano "nomen gentile" (nome di gens romana) "Artorius" di etimologia oscura e contestata (ma forse di origine messapica o etrusca). Alcuni studiosi hanno suggerito che è rilevante per questo dibattito che il nome del leggendario re Artù appare solo come 'Arthur', o 'Arturus', nei primi testi latini arturiani, mai come Artorius (anche se si dovrebbe notare che il latino classico 'Artorius' divenne 'Arturius' in alcuni dialetti volgari latini). Tuttavia, questo non ci può dire nulla circa l'origine del nome Arthur, dato che 'Artorius' sarebbe diventato regolarmente Art(h)ur quando prese in prestito dal gallese. Un'altra possibilità è che sia derivato da un patronimico britannico * Arto-rig-IO (la cui radice, * Arto-rig-"Re orso" si trova nel vecchio nome personale irlandese Art-ri) tramite la forma latinizzata Artorius. Meno probabile è la derivazione comunemente proposta dal gallese arth "orso" + (g) wr "uomo" (in precedenza * Arto-uiros in britannico): ci sono delle difficoltà fonologiche con questa teoria in particolare che un nome composto britannico Arto-uiros dovrebbe dare un vecchio gallese * 'Artgur' e un medio o moderno gallese * Arthwr e non Arthur (nella poesia gallese il nome è sempre scritto Arthur ed è esclusivamente in rima con parole che terminano in-ur, mai con le parole che terminano in-wr - il che conferma che il secondo elemento non può essere [g] wr "uomo"). Una teoria alternativa, che ha guadagnato solo un'accettazione limitata tra gli studiosi professionisti, fa derivare il nome da Arctūrus, la stella più luminosa della costellazione di Boote, vicino all'Orsa Maggiore o Grande Orso. Il latino classico Arcturus sarebbe anche diventato Art (h) ur quando mutuata dal Galles, e la sua luminosità e posizione nel cielo ha portato le persone a considerarlo come il "guardiano dell'orso" (che è il significato del nome in greco antico) e come il "capo" delle altre stelle nella costellazione di Boote. Un nome simile è "Artùr" in vecchio irlandese, che si pensa direttamente da un precedente "Artur", nome in vecchio gallese o cumbrico.

## Tradizioni letterarie medievali
Il creatore di Artù come personaggio letterario fu Goffredo di Monmouth grazie alla sua opera pseudo-storica Historia Regum Britanniae (Storia dei re di Britannia), scritta intorno al 1136. Le fonti testuali relative ad Artù vengono solitamente divise tra quelle scritte antecedentemente all'opera di Goffredo (note come testi pre-Galfridiani, dalla forma latina di Goffredo, Galfridus) e quelle scritte successivamente, che non poterono evitare la sua influenza (testi Galfridiani o post-Galfridiani).

### Tradizioni pre-Galfridiane

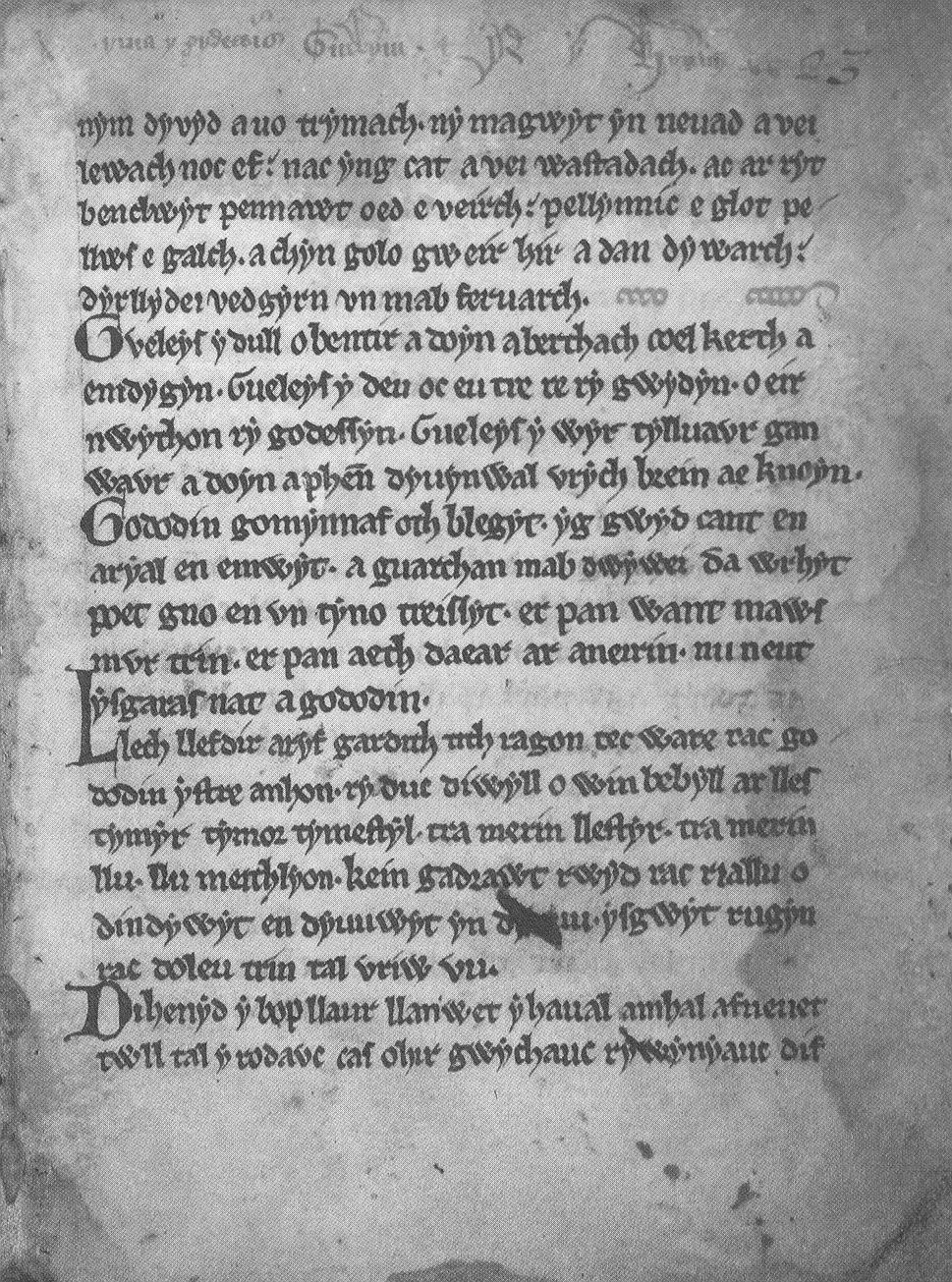
Riproduzione di una pagina di Y Gododdin, uno dei più famosi testi antichi in cui viene menzionato Artù.

I primi riferimenti letterari ad Artù provengono da fonti gallesi e dei bretoni. Vi sono stati pochi tentativi di definire la natura e il carattere di Artù nella tradizione pre-Galfridiana nel suo complesso, piuttosto che inquadrarlo in un solo testo o in una sola storia. Uno studio accademico del 2007 ha tentato di identificare tre filoni chiave per la rappresentazione di Artù in queste antiche fonti. Il primo lo vede come un guerriero senza pari che servì come protettore della Gran Bretagna da tutte le minacce interne ed esterne. Alcune di queste minacce sono di natura umana, come i sassoni che avrebbe combattuto secondo la Historia Brittonum, ma la maggior parte di esse è soprannaturale, inclusi giganteschi gatti, cinghiali diabolici, draghi, cinocefali, giganti e streghe. Nel secondo filone l'Artù pre-Galfridiano è una figura del folklore (in particolare il folklore topografico o onomastico) e dei racconti locali magici, un condottiero di un gruppo di eroi sovrumani che vivono in un paesaggio selvaggio. Il terzo e ultimo filone prevede una stretta connessione tra il primo Artù e l'Annwn, ovvero l'oltretomba nella mitologia gallese. Da un lato, egli lancia assalti alle fortezze dell'altro mondo alla ricerca del tesoro e libera i prigionieri, dall'altro, nelle prime fonti, il suo gruppo include antiche divinità pagane e sua moglie e i suoi beni hanno chiaramente origine dall'oltretomba.
Uno dei più famosi riferimenti poetici gallesi ad Artù è la collezione di elegie nota come Y Gododdin, attribuita al bardo del VI secolo Aneirin. Uno dei componimenti loda il coraggio di un guerriero che uccise 300 nemici, ma dice che nonostante questo "non era Artù", cioè che la sua impresa non poteva essere confrontata con il valore di Artù. Y Gododdin è conosciuto solo grazie a un manoscritto del XIII secolo, quindi è impossibile determinare se questo passaggio sia originale o un'interpolazione successiva. Le teorie che fanno risalire questo passaggio a una versione del VII o precedente sono ritenute non dimostrabili e spesso viene proposto il periodo tra il IX e il X secolo come datazione più plausibile. Numerose poesie attribuite a Taliesin, un poeta che sarebbe vissuto nel VI secolo, si riferiscono anch'esse ad Artù, anche se queste probabilmente in realtà risalgono all'arco temporale che va dall'VIII al XII secolo. Esse comprendono "Kadeir Teyrnon" ("La Presidenza del Principe"), che fa riferimento ad "Artù il Benedetto"; "Preiddeu Annwn", che racconta un viaggio di Artù nell'oltretomba; all'altro mondo; e "Marwnat vthyr pen[dragon]", in cui viene descritto il valore di Artù e suggerisce un rapporto padre-figlio tra Artù e Uther Pendragon precedendo Goffredo di Monmouth.

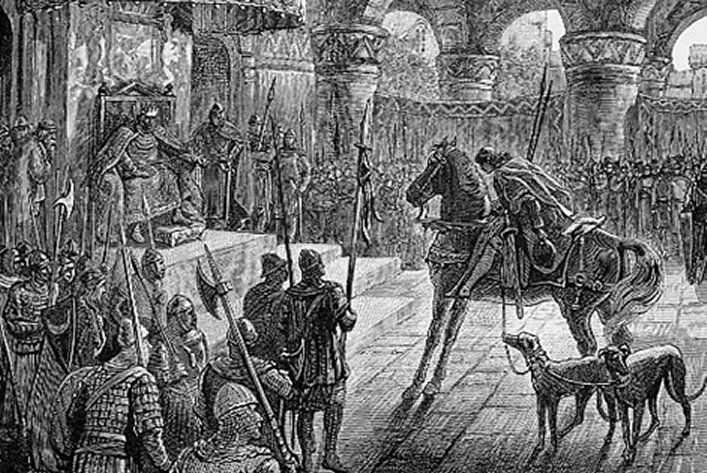
Culhwch entra nella corte di Artù nel racconto gallese "Culhwch e Olwen" (1881).

Altri antichi scritti Gallesi relativi ad Artù includono una poesia trovata nel Libro nero di Carmarthen, "Pa gur yv y porthaur?" ("Quale uomo è il guardiano?"). Questa prende la forma di un dialogo tra Artù e il guardiano di una fortezza in cui intende entrare dove il primo racconta le azioni proprie e dei suoi uomini, in particolare di Cei (Kay) e Bedwire (Bedivere). Il racconto medievale in prosa gallese Culhwch e Olwen (1100 circa), incluso nella più moderna collezione Mabinogion, presenta una lista molto più lunga di uomini al seguito di Artù, composta da più di 200 nomi, anche se Cei e Bedwyr vantano nuovamente una posizione centrale. Nel suo complesso la storia racconta di Artù che aiuta il cugino Culhwch a ottenere la mano di Olwen, figlia del gigante Ysbaddaden Pencawr, completando una serie di azioni apparentemente impossibili, tra cui la caccia del cinghiale semi-divino Twrch Trwyth. Anche nella Historia Brittonum del IX secolo vi sono dei riferimenti a questo racconto dove il cinghiale viene chiamato Troy(n)t. Infine Artù è menzionato numerose volte nelle Triadi gallesi, una raccolta di brevi sintesi della tradizione e delle leggende gallesi che sono classificate in gruppi di tre personaggi collegati a episodi. I manoscritti successivi alle "Triadi" sono in parte derivati dall'opera di Goffredo di Monmouth e da tradizioni continentali, ma queste non mostrano una tale influenza e sono solitamente accettate per riferirsi alle tradizioni gallesi preesistenti. Anche in questi casi la corte di Artù incominciò a incarnare la leggenda della Gran Bretagna nel suo complesso, con la "Corte di Artù" a volte utilizzata per intendere "L'isola della Gran Bretagna". Sebbene dalla Historia Brittonum e dagli Annales Cambriae non sia chiaro se Artù fosse considerato anche un re, quando fu scritto Culhwch e Olwen e le Triadi, egli era diventato Penteyrnedd yr Ynys hon, "Capo dei signori di questa isola", il sovrintendente del Galles, della Cornovaglia e del Nord.
Oltre a queste poesie e racconti gallesi pre-Galfridiani, Artù compare in altri testi latini antecedenti, oltre che nella Historia Brittonum e negli Annales Cambriae. In particolare, Artù è caratterizzato in una serie di note vitae (agiografie) di santi postromani, nessuna delle quali, tuttavia, oggi viene generalmente considerata una fonte storica affidabile (la più antica risale probabilmente all'XI secolo). Secondo la Vita di San Gildas, scritta nei primi anni del XII secolo da Cardoc di Llancarfan, sembra che Artù abbia ucciso Hueil, fratello di Gildas, e abbia salvato la moglie Ginevra da Glastonbury. Nella vita di San Cadoc, scritta intorno al 1100 (o poco prima) da Lifris di Llancarfan, il santo fornisce protezione a un uomo che ha ucciso tre dei soldati di Artù e quest'ultimo richiede una meria di bestiame come wergeld (guidrigildo, un'indennità) per i suoi uomini. Cadoc li consegna come richiesto, ma quando Artù ne prende possesso essi si trasformano in fasci di felci. Eventi simili sono descritti nelle biografie medievali di Carantoco e Paterno, scritte probabilmente intorno al XII secolo. Una leggenda riguardante Artù appare nella Legenda Sancti Goeznovii che venne spesso raccontata fin dall'inizio dell'XI secolo, anche se il primo manoscritto relativo a questo testo risale solo al XV secolo. Importanti sono anche i riferimenti ad Artù presenti nel De Gestis Regum Anglorum di Guglielmo di Malmesbury e nel De Miraculis Sanctae Mariae Laudensis, che insieme forniscono le prime prove certe della credenza che Artù non fosse effettivamente morto e che un giorno avrebbe fatto il suo ritorno, un tema spesso rivisitato nel folklore post-Galfridiano.

### Goffredo di Monmouth

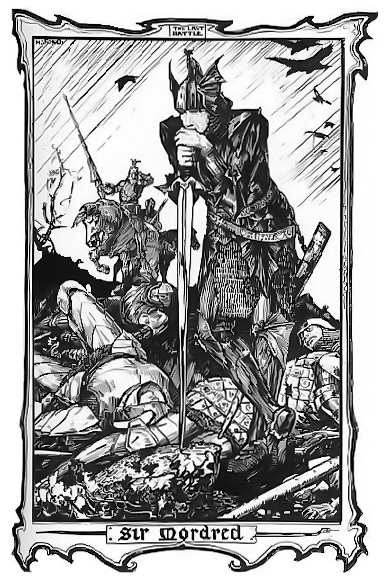
Mordred, l'ultimo nemico di Artù secondo Goffredo di Monmouth, illustrato da Henry Justice Ford (1902).

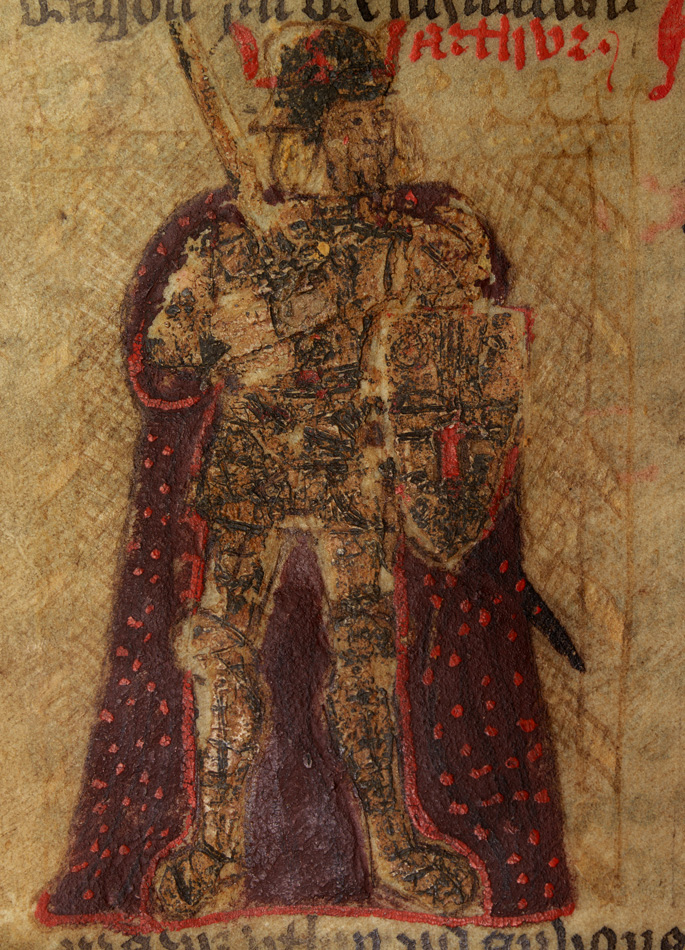
Re Artù. Una illustrazione grezza di una versione in lingua gallese del secolo XV della Historia Regum Britanniae di Goffredo di Monmouth.

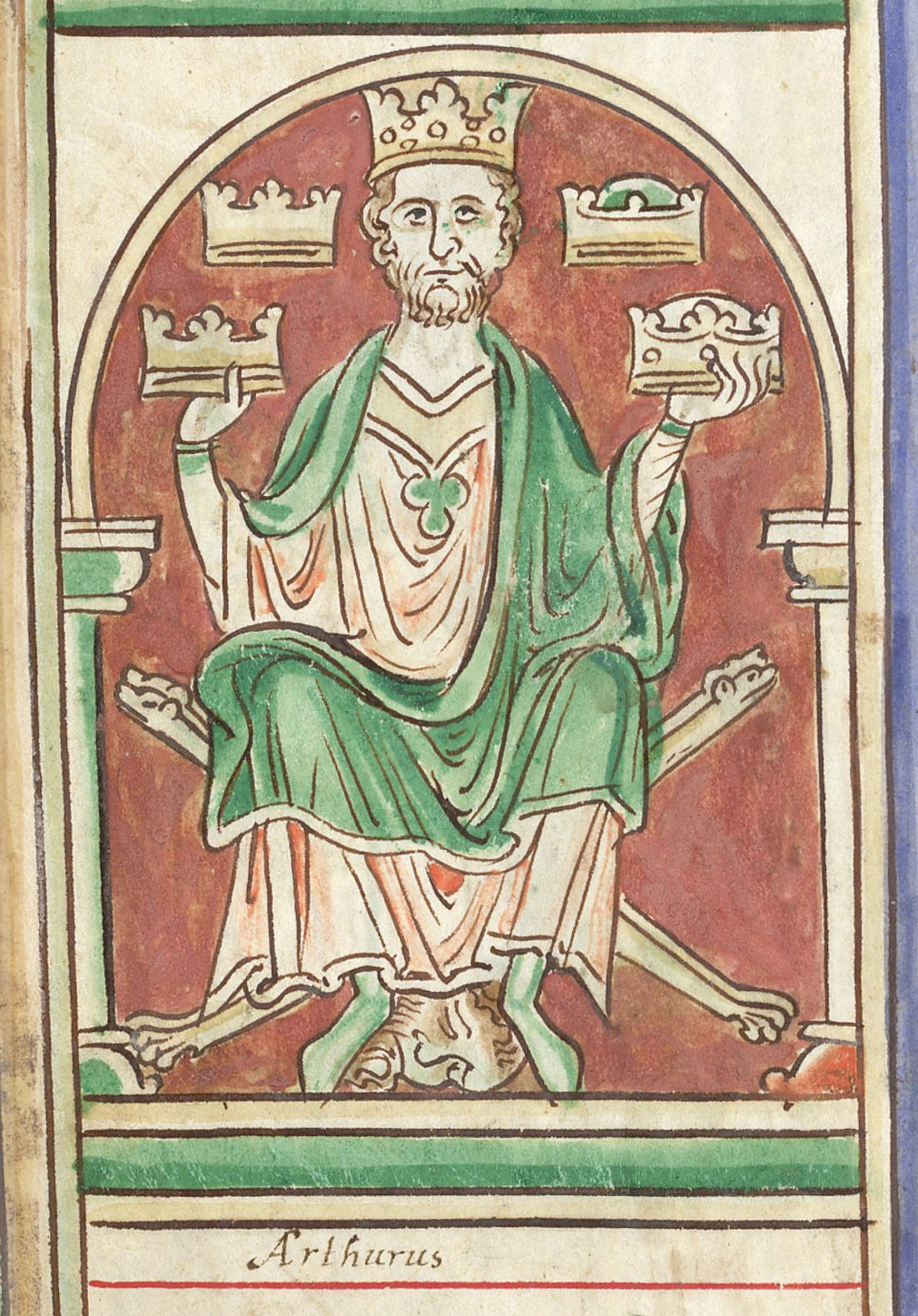
Re Artù raffigurato in una miniatura delle "Epitome of Chronicles"

Il primo racconto narrativo della vita di Artù si trova nell'opera in lingua latina Historia Regum Britanniae (Storia dei re di Britannia) scritta da Goffredo di Monmouth intorno al 1138. Quest'opera è un racconto fantastico dei re britanni, a partire dal leggendario Bruto, un eroe di Troia in esilio, al re gallese Cadwaladr Fendigaid del VII secolo. Goffredo colloca Artù nella stessa epoca, ovvero quella postromana, in cui lo pongono la Historia Brittonum e gli Annales Cambriae. Nel racconto sono presenti anche il padre di Artù, Uther Pendragon, il suo consigliere Merlino e la storia del concepimento di Artù in cui Uther giacque con Igraine, la moglie del suo nemico Gorlois dopo averne preso le sue sembianze grazie alla magia di Merlino. Dopo la morte di Uther, il quindicenne Artù gli succedette come re di Gran Bretagna e combatté una serie di battaglie, simili a quelle descritte nella Historia Brittonum, che culminarono nella battaglia di Bath (che per Goffredo è la Battaglia di Mons Badonicus). In seguito sconfisse i Pitti e gli Scoti per fondare un impero attraverso le sue conquiste dell'Irlanda, dell'Islanda e delle Isole Orcadi. Dopo dodici anni di pace, Artù volle espandere ancora una volta il suo impero, assumendo il controllo della Norvegia, del Götaland, della Danimarca e della Gallia. Quest'ultima era ancora parte dell'impero romano quando venne conquistata e quindi la vittoria di Artù porta a un ulteriore confronto tra il suo impero e quello romano. Artù e i suoi guerrieri, tra cui Sir Kay, Beduerus (Bedivere) e Gualguanus (Gawain), sconfiggono l'imperatore romano Lucius Tiberius in Gallia, ma, preparandosi a marciare su Roma, Artù apprende che il nipote Modredus (Mordred) aveva usurpato il suo trono di Gran Bretagna e spinto la regina Ginevra all'adulterio. Artù fece pertanto ritorno in Gran Bretagna dove sconfisse e uccise Modredus nella battaglia di Camlann in Cornovaglia, rimanendo ferito mortalmente. Nominato il parente Costantino come suo successore, Artù venne portato sull'isola di Avalon per essere guarito e da cui non fece più ritorno.

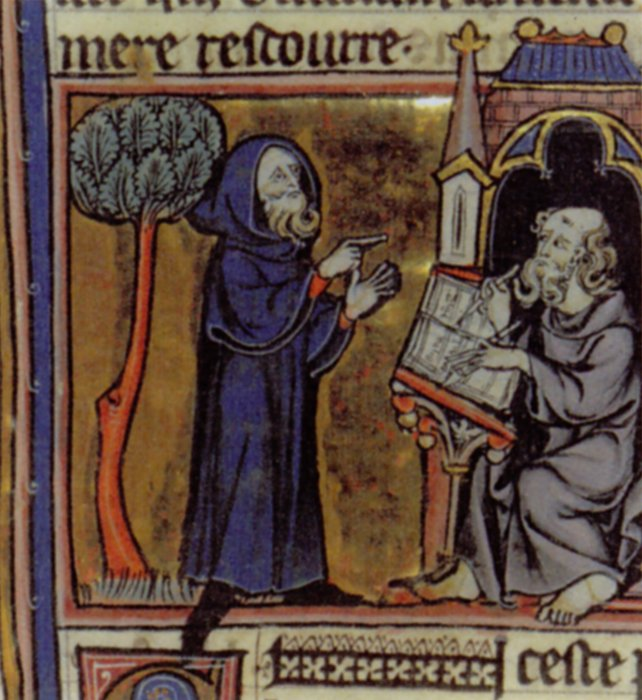
Merlino, consigliere di Artù.

Quanta parte di questa narrazione sia frutto dell'inventiva di Goffredo, è tutt'oggi oggetto di dibattito. Certamente Goffredo utilizzò l'elenco delle dodici battaglie di Artù combattute contro i Sassoni che ritrovò nella Historia Brittonum del IX secolo, insieme con la battaglia di Camlann descritta negli Annales Cambriae. La carica di Artù come re di tutta la Gran Bretagna sembra essere stato preso in prestito dalla tradizione pre-Galfridiana, trovandosi anche in Culhwch e Olwen, nelle Triadi gallesi e nelle Vite dei Santi. [61] Infine, Goffredo prese in prestito molti dei nomi dei personaggi vicini ad Artù dalla tradizione gallese pre-Galfridiana, compresi Kaius (Cei), Beduerus (Bedwyr), Guenhuuara (Gwenhwyfar), Uther (Uthyr) e forse anche Caliburnus (Caledfwlch), quest'ultimo divenuto Excalibur nei successivi racconti. Tuttavia, mentre i nomi, gli eventi chiave e i titoli, possono essere stati presi in prestito, lo storico Brynley Roberts ha sostenuto che "la sezione Arturiana sia una creazione letteraria di Goffredo e non deve nulla al precedente narrativo". Così, per esempio, il gallese Medraut è fonte di ispirazione per il cattivo Modredus di Goffredo, ma non vi è alcuna traccia di tale carattere negativo di questo personaggio nelle fonti gallesi fino al XVI secolo. Vi sono stati relativamente pochi tentativi moderni per confutare la teoria che la Historia Regum Britanniae sia innanzitutto un lavoro originale di Goffredo, con l'opinione dottrinale che spesso cita Guglielmo di Newburgh che nel tardo XII secolo affermava che l'autore avesse "ha composto" la sua narrazione, forse attraverso un "inordinato amore per il mentire". Lo scrittore e storico Geoffrey Ashe ha dissentito da questo punto di vista, ritenendo che la narrazione di Goffredo sia parzialmente derivata da una fonte perduta che racconta le gesta di un re britannico del quinto secolo chiamato Riotamo, l'Artù originale; gli storici e i celticisti, tuttavia, si sono sempre dimostrati riluttanti nel seguire Ashe nelle sue conclusioni.
Qualunque siano le sue fonti, l'immensa popolarità della Historia Regum Britanniae di Goffredo non può essere negata. Oltre 200 copie manoscritte in lingua latina dell'opera sono sopravvissute senza contare le traduzioni in altre lingue. Ad esempio, esistono circa 60 manoscritti contenenti versioni in lingua gallese della Historia, il più antico dei quali è stato redatto nel XIII secolo; la vecchia teoria che alcune di queste versioni gallesi stiano alla base della Historia di Goffredo, proposte da storici come Lewis Morris nel XVIII secolo, è stata da molto tempo sconfessata dagli accademici. Per via di questa grande popolarità, l'opera di Goffredo ha enormemente influenzato il successivo sviluppo medievale della leggenda Arturiana. Nonostante non sia affatto l'unica fonte creativa del romanzo arturiano, molti dei suoi elementi furono presi in prestito e sviluppati (ad esempio, Merlino e il destino finale di Artù) e fornì il quadro storico in cui furono inseriti i racconti e le avventure da parte dei romanzieri successivi.

### Tradizione romantica

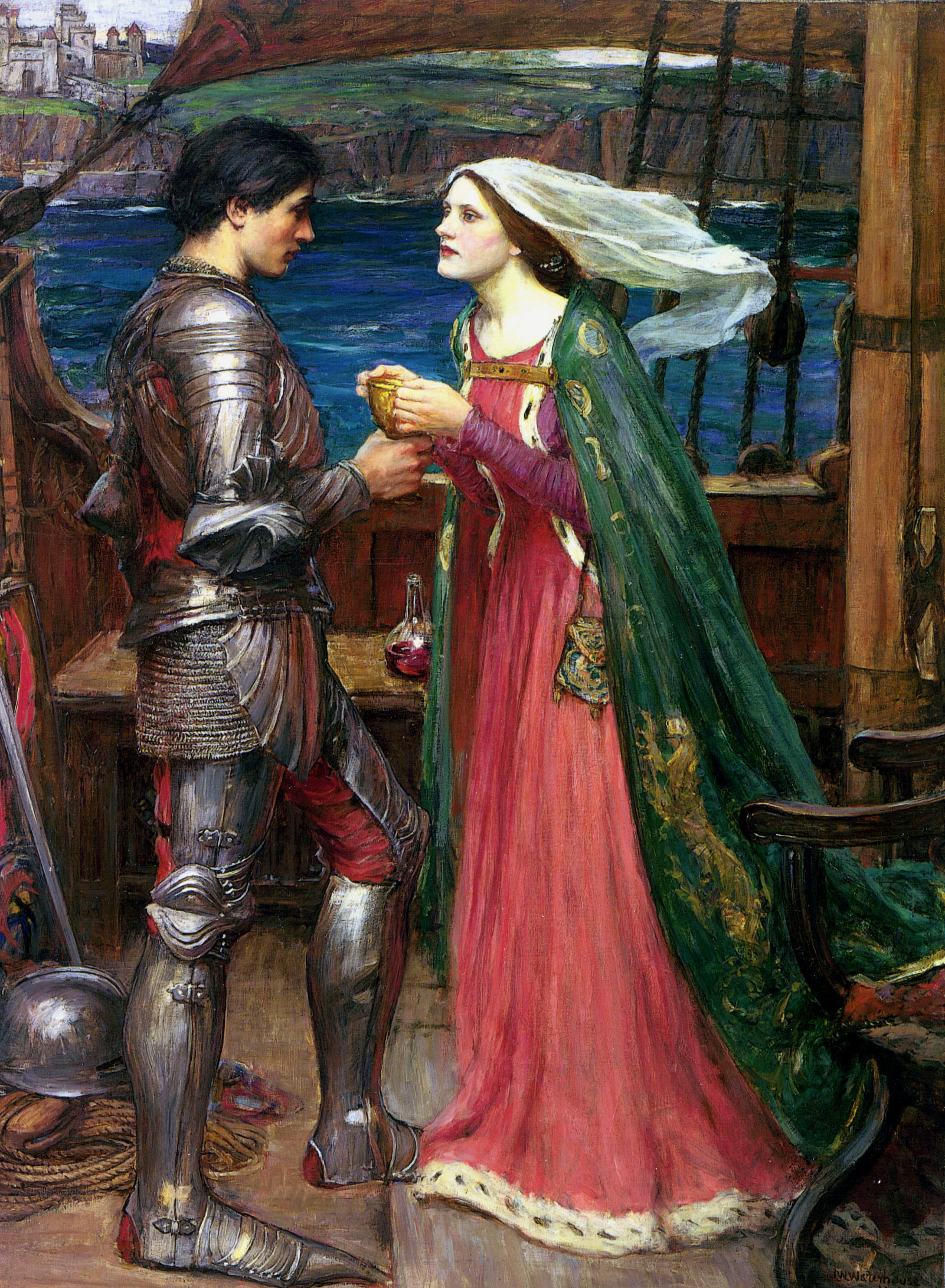
Durante il XII secolo, il personaggio di Artù incominciò a essere messo in secondo piano rispetto ad altre storie "arturiane" come quella di Tristano e Isotta. Di John William Waterhouse (1916).

La popolarità della Historia di Goffredo e le sue altre opere derivate (come Roman de Brut di Robert Wace) sono generalmente accettate per essere state un fattore determinante per l'apparizione di un numero significativo di nuove opere arturiane nell'Europa continentale del XII e del XIII secolo, in particolare in Francia. Tuttavia, non furono gli unici lavori che influenzarono gli scrittori successivi, anzi vi è una chiara evidenza che i racconti arturiani erano familiari in Europa continentale prima che Goffredo venisse conosciuto (vedi ad esempio la Porta della pescheria del Duomo di Modena). Gran parte della letteratura arturiana del XII secolo e successiva, si concentra meno sulla figura dello stesso Artù rispetto ad altri personaggi come Lancillotto e Ginevra, Percival, Galahad, Gawain, Sir Ywain e Tristano e Isotta. Mentre Artù è la figura centrale degli scritti pre-Galfridiani e nella stessa Historia, nei romanzi successivi viene precocemente messo da parte. Anche il suo carattere va incontro a cambiamenti radicali. Nelle prime opere e in Goffredo egli viene descritto come un grande e feroce guerriero, che ride mentre sconfigge personalmente streghe e giganti e assume un ruolo di comandante in tutte le campagne militari, mentre nei romanzi scritti successivamente nell'Europa continentale diventa il roi fainéant, il re che non fa nulla, la cui "inattività e acquiescenza costituivano un difetto centrale nella sua società altrimenti ideale". Il ruolo di Artù diviene così paragonabile a quello di un monarca saggio, dignitoso, temperato, un po' blando e, talvolta, debole. Così, semplicemente, diventa scialbo e silenzioso quando viene a conoscenza della relazione tra Lancillotto e Ginevra nel Mort Artu, mentre nel Yvain il cavaliere del leone di Chrétien de Troyes, non riesce a rimanere sveglio dopo una festa e deve ritirarsi per riposare. Tuttavia, come ha osservato l'accademico Norris Lacy, qualunque siano i suoi difetti e le sue debolezze esplicitati in questi romanzi arturiani, "il suo prestigio non viene mai o quasi mai compromesso dalle sue debolezze personali [...] la sua autorità e la sua gloria rimangono intatte".

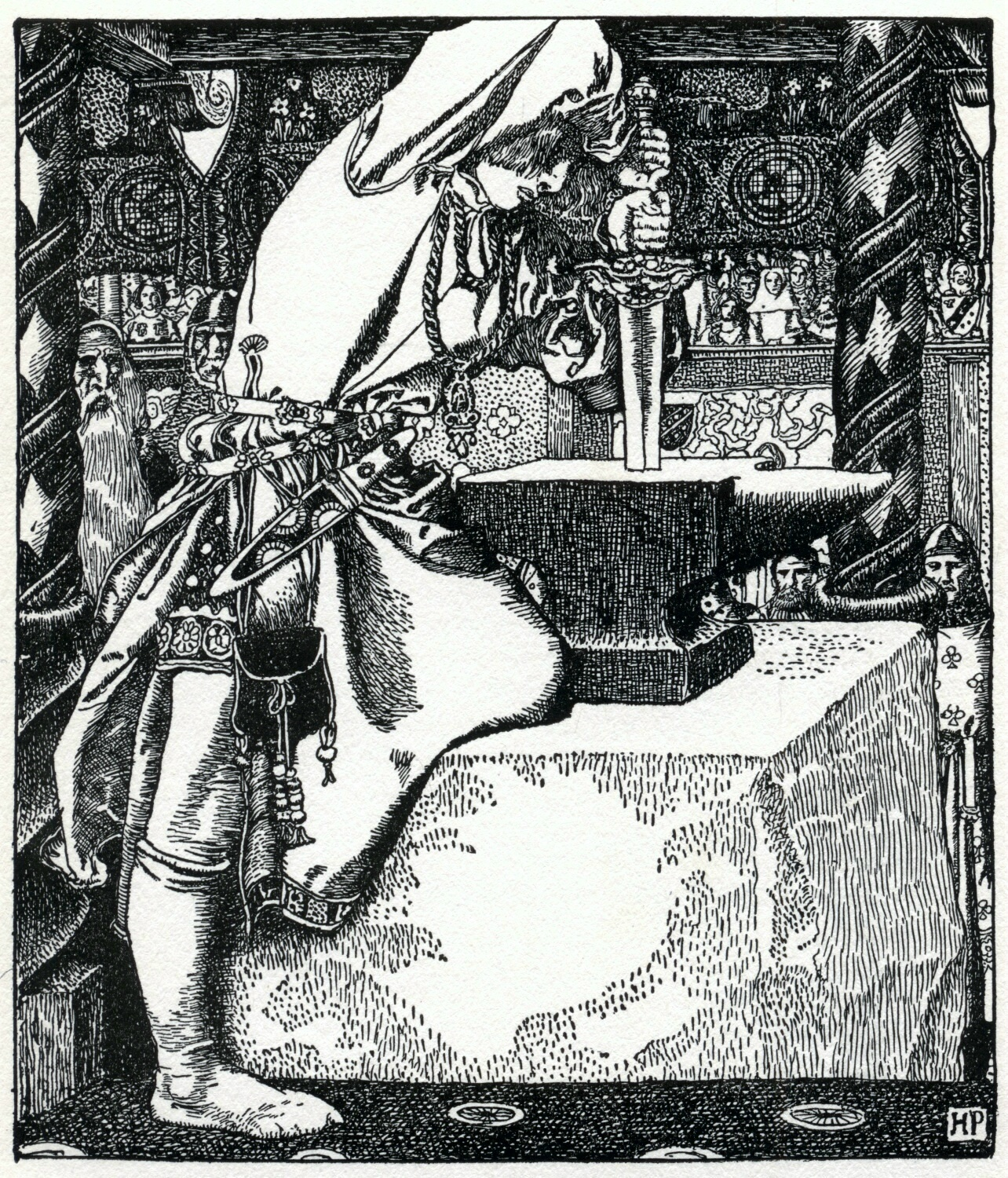
La storia di Artù che estrae la spada nella roccia è apparsa nel Merlino di Robert de Boron del XIII secolo.

Artù e il suo seguito appaiono in alcuni lai di Maria di Francia ma è stata l'opera di un altro poeta francese, Chrétien de Troyes, che ha avuto la più grande influenza per lo sviluppo del personaggio e della leggenda di Artù. Chrétien scrisse cinque romanze arturiane tra il 1170 e 1190. Erec e Enide e Cligès sono romanzi cortesi che hanno per sfondo la corte di Artù, rappresentando uno scostamento dal mondo eroico gallese dell'Artù Galfridiano, mentre Yvain il cavaliere del leone racconta un'avventura soprannaturale con protagonisti Yvain e Gawain e con il personaggio di Artù margine e indebolito. Tuttavia, il racconto più importante nello sviluppo della leggenda arturiana è stato Lancillotto o il cavaliere della carretta, che introduce Lancillotto e la sua relazione adultera con la moglie di Artù, la regina Ginevra, ampliando e diffondendo il tema ricorrente di Artù come affetto da triolagnia e Perceval o il racconto del Graal che inserisce temi come il Santo Graal e il Re Pescatore e che ancora una volta relega Artù a un ruolo molto limitato. Chrétien fu dunque "strumentale sia nell'elaborazione della leggenda arturiana sia nell'instaurazione della forma ideale per la sua diffusione" e gran parte di ciò che è venuto dopo di lui in termini del ritratto di Artù e del suo mondo costruito sulle fondamenta che aveva posto. Perceval, anche se incompiuta, fu particolarmente popolare: quattro successive sequenze della poesia apparvero nel corso della prima metà del secolo successivo, con la citazione del Graal e della sua ricerca, sviluppata da altri scrittori come Robert de Boron, un fatto che ha contribuito ad accelerare il declino Artù nel romanticismo continentale. Allo stesso modo Lancillotto e il suo rapporto tra Artù e Ginevra sono diventati uno dei motivi classici della leggenda arturiana, anche se il Lancillotto della prosa Lancelot (1225 circa) e i testi successivi furono una combinazione tra il personaggio di Chrétien e quello di Lanzelet di Ulrich von Zatzikhoven. Anche il lavoro di Chrétien sembra rientrare nella letteratura gallese, con il risultato che l'Artù romantico ha incominciato a sostituire l'Artù eroico. Particolarmente significativi in questo sviluppo furono i Tre romanzi gallesi, molto simili al lavoro di Chrétien, anche se con alcune differenze significative: Owain, o la dama della fontana è legata a Yvain di Chrétien; Peredur, figlio di Efrawg, a Erec e Enide; e Gereint ed Enid, a Perceval.

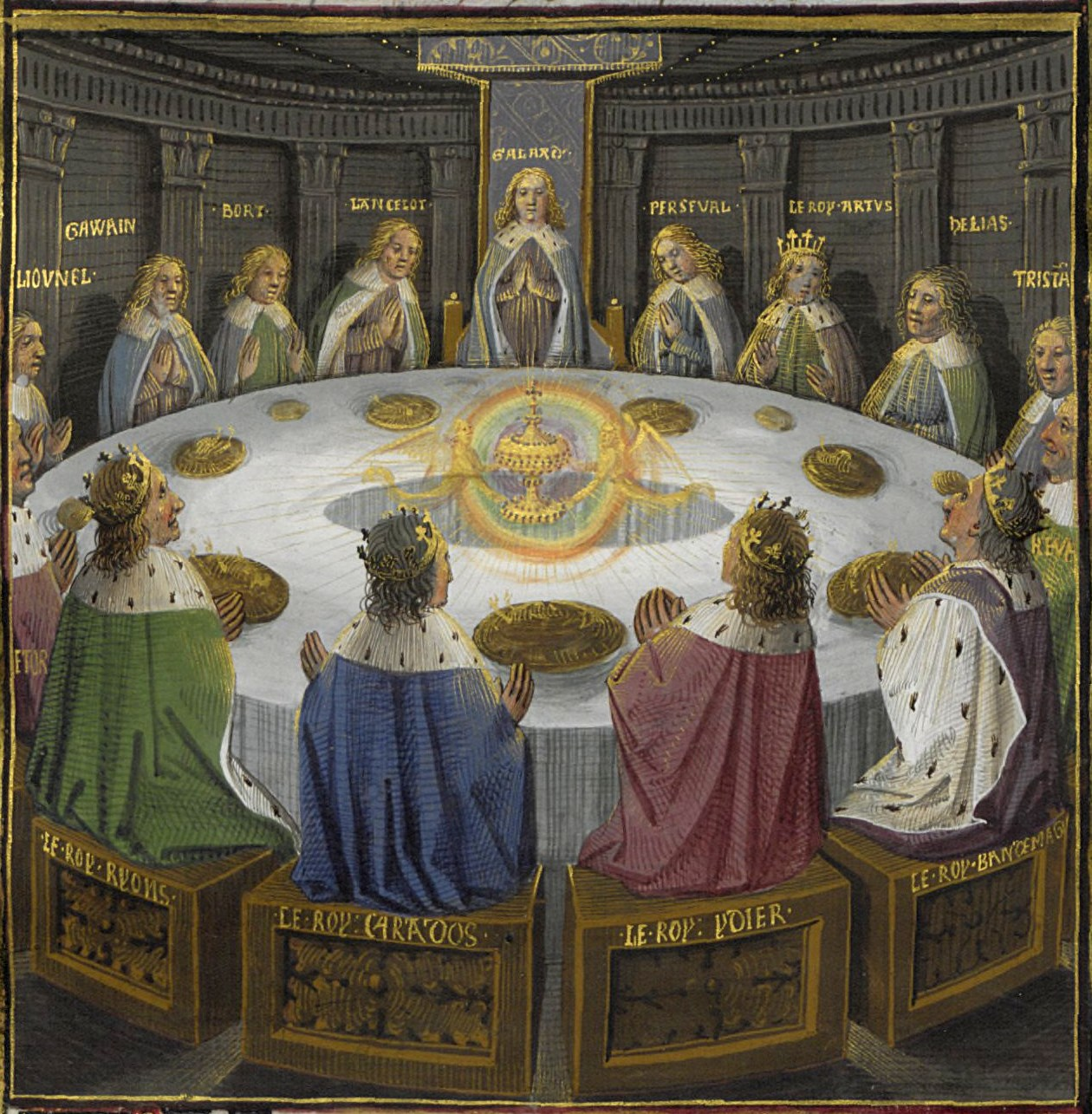
La Tavola Rotonda in una raffigurazione di Évrard d'Espinques (circa 1475)

Fino a circa il 1210, il romanticismo arturiano dell'Europa continentale è stato espresso principalmente attraverso la poesia; dopo questa data i vari racconti incominciano a essere scritti in prosa. Il più significativo tra questi romanzi del XIII secolo è il ciclo in vulgata (noto anche come Corpus Lancelot-Graal), una serie di cinque racconti in prosa in lingua francese scritti nella prima metà di quel secolo. Queste opere sono Storia del Santo Graal (Estoire del Saint Grail), Storia di Merlino (Estoire de Merlin), Lancillotto propriamente detto (Lancelot propre, che costituisce da sola circa la metà di tutta l'opera), La cerca del Santo Graal (Queste del Saint Graal), Morte d'Artù (Mort Artu), che insieme vanno a formare la prima versione coerente dell'intera leggenda arturiana. Il ciclo continuò la tendenza a ridurre il ruolo svolto da Artù nella propria leggenda, in parte attraverso l'introduzione del personaggio di Galahad e l'ampliamento del ruolo di Merlino. Venne introdotto anche Mordred, il risultato di una relazione incestuosa tra Artù e sua sorella e stabilì il ruolo di Camelot, prima menzionata in un passaggio del Lancelot di Chrétien, come la corte principale del re. A questa serie di racconti è subito seguito il ciclo post-vulgata (risalente tra il 1230 e il 1240), di cui la Suite du Merlin ne costituisce una parte, dove si è ridotta notevolmente la rilevanza della relazione tra Lancillotto e Ginevra ma ha continuato a considerare Artù marginale e focalizzandosi in particolare sulla ricerca del Graal. In questo modo, Artù divenne ancor più un personaggio relativamente minore; nella vulgata stessa egli figura significativamente solo nella Storia di Merlino e nella Morte d'Artù. In questo periodo Artù venne annoverato tra i Nove Prodi, un gruppo di tre pagani, tre ebrei e tre cristiani esempi di cavalleria. I Prodi furono elencati per la prima volta nel Voeux du Paon di Jacques de Longuyon nel 1312 e successivamente diventarono un argomento comune della letteratura e dell'arte.

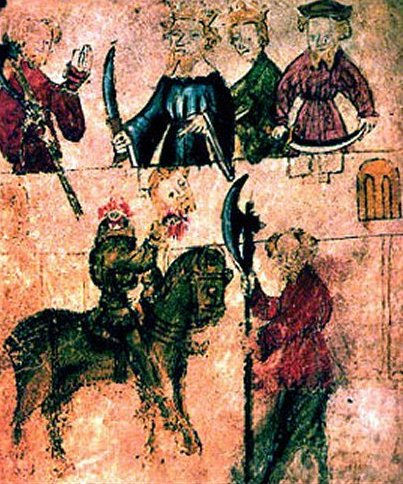
Artù, in alto al centro, in una illustrazione di "Sir Gawain e il Cavaliere Verde" (tardo XIV secolo)

Mappa dell'ipotetico impero di Re Artù alla sua massima espansione, creata considerando le descrizioni di Goffredo di Monmouth, che include Irlanda, Islanda, Scozia, isole Orcadi, Norvegia, Gotland e infine la Danimarca (solo le isole a fianco della penisola dello Jutland come gli attuali Hovedstaden, la Selandia, e le isole della Danimarca Meridionale, essendo i Danesi in quel periodo stanziati in quella zona); nonché di Thomas Malory, che include l'Impero romano sottratto da Lucio Tiberio e il Regno franco sottratto da Claudas e il Regno degli Alemanni; la mappa considera anche gli altri popoli residenti in Europa, Africa e Asia tra il V e VI secolo d.C.

Lo sviluppo del ciclo arturiano medioevale è culminato ne La morte di Artù di Thomas Malory, un'opera della fine del XV secolo che mette insieme il contenuto di diversi romanzi francesi e inglesi relativi a re Artù. Malory basò il suo libro, originariamente intitolato Il libro completo su re Artù e i suoi cavalieri della Tavola rotonda, sui vari romanzi precedenti e in particolare sul ciclo dei Vulgati tanto da realizzare una collezione completa e autorevole delle storie arturiane. Forse proprio per questo e per il fatto che La morte di Artù sia stato uno dei primi libri stampati in Inghilterra, pubblicato da William Caxton nel 1485, che le successive opere arturiane siano derivate dal lavoro di Malory. in questa culminante opera del ciclo arturiano del periodo medioevale, Artù non diventa solo re della Britannia, ma anche imperatore dell'intero Impero romano (grazie a una guerra contro il suo nemico Lucio Tiberio).

## Declino, rinascita e leggenda moderna

### Letteratura post medievale
La fine del Medioevo portò con sé un calo di interesse riguardo ad Artù. Nonostante le versioni inglesi di Malory dei grei romanzi francesi fossero popolari, vi erano sempre maggiori contestazioni riguardo alla veridicità del quadro storico delineato nei romanzi arturiani, assodati fin dai tempi di Goffredo di Monmouth, e quindi sulla legittimità di tutto il ciclo bretone. Così, per esempio Polidoro Virgili, un umanista del XVI secolo, respinse decisamente l'affermazione in cui Artù fosse il capo di un impero postromano, una teoria che si trova in tutta la cronaca tradizionale medievale post-Galfridiana. Anche i cambiamenti sociali associati alla fine del medioevo e del Rinascimento sono stati considerati per aver privato il carattere di Artù e la sua leggenda del potere di entusiasmare il pubblico, con il risultato che nel 1634 vi fu l'ultima stampa, per quasi 200 anni, della Morte d'Artù di Malory.
Tuttavia, re Artù e i racconti associati non furono mai completamente abbandonati, ma fino all'inizio del XIX secolo le storie vennero prese meno seriamente e spesso vennero usate semplicemente come satira politica del XVII e del XVIII secolo. Quindi gli epici di Richard Blackmore, Principe Artù (1695) e Re Artù (1697), rappresentano il leggendario re come caricatura per le lotte di Guglielmo III contro Giacomo II. Allo stesso modo, il racconto arturiano più famoso di questo periodo sembra essere quello di Tom Thumb, che è stato pubblicato prima come chapbooks e poi negli articoli di Henry Fielding; sebbene l'azione sia ben definita nella Britannia arturiana, la narrazione è umoristica e Artù appare come un personaggio comico di carattere romanzesco.

### Tennyson e la rinascita

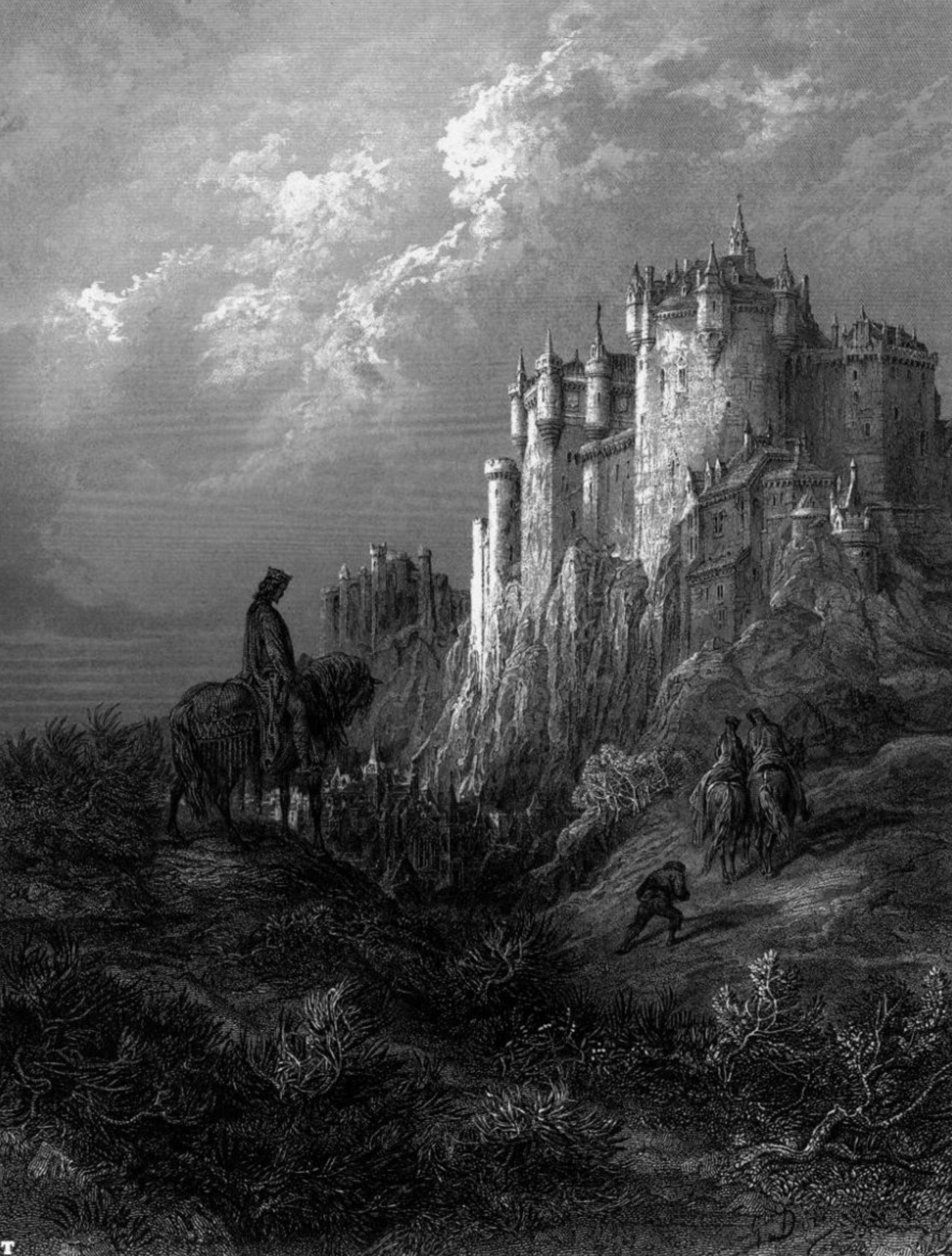
Illustrazione di Gustave Doré raffigurante Camelot, per gli Idilli del re di Alfred Tennyson (1868).

All'inizio del XIX secolo, il medievalismo, il romanticismo e il neogotico risvegliarono l'interesse su di Artù e sui romanzi medievali. In questo periodo venne a formarsi un nuovo codice etico per i gentiluomini incentrato intorno agli ideali cavallereschi incarnati nel romanticismo arturiano. Questa rinnovata attenzione ha incominciato a manifestarsi nel 1816, quando La morte d'Artù di Malory venne ristampata per la prima volta dal 1634. Inizialmente, le leggende arturiane medievali furono di ispirazione in particolare per i poeti, come ad esempio William Wordsworth che scrisse "La domestica egiziana" (1835), un'allegoria incentrata sul Santo Graal. Tra questi fu particolarmente importante anche Alfred Tennyson, la cui prima poesia arturiana "The Lady of Shalott" venne pubblicata nel 1832. Riprendendo la tradizione medievale e romantica, Artù continuò ad occupare un ruolo marginale in queste opere. Il lavoro artistico di Tennyson raggiunse il suo picco di popolarità con gli "Idilli del re" in cui venne ripresa l'intera narrazione della vita di Artù, adattandola ai gusti dei lettori dell'epoca vittoriana. Quest'opera venne pubblicata per la prima volta nel 1859 e già entro la prima settimana ne erano state vendute 10.000. Negli Idilli Artù è diventato un simbolo della virilità ideale che alla fine fallisce, per colpa della debolezza umana, nell'intento di creare un regno perfetto sulla terra. Il successo delle opere di Tennyson ispirarono un gran numero di imitatori generando nel pubblico un notevole interesse nelle leggende arturiane portando le storie di Malory all'attenzione di una platea più ampia.
Questo rinnovato interesse per le vicende arturiane ha continuato a persistere nel XIX e nel XX secolo, influenzando poeti come William Morris e gli artisti preraffaelliti tra cui Edward Burne-Jones. Nonostante che la satira di Tom Thumb, sia stata la principale rappresentazione della leggenda di Artù nel XVIII secolo, dopo la pubblicazione degli Idilli la figura di Artù viene trattata più seriamente e inserita in contesti storici più precisi. Il risveglio del romanzo arturiano ha avuto effetti anche negli Stati Uniti, ad esempio con The Boy's King Arthur (1880) di Sidney Lanier che raggiunse un ampio pubblico e ispirò il romanzo fantastico "Un americano alla corte di re Artù (1889) di Mark Twain. Sebbene l'Artù romantico fosse talvolta un personaggio centrale di queste nuove opere, in altre occasioni ritornò alla sua posizione medioevale dove viene relegato a un ruolo secondario o addirittura manca nella storia, con le opere arturiane di Richard Wagner che forniscono un esempio notevole di quest'ultimo caso. Inoltre, la ripresa dell'interesse nelle storie arturiane incominciò a scemare, tanto che alla fine del XIX secolo solo gli imitatori preraffaelliti se ne occupavano. Anche lo scoppio della prima guerra mondiale influì negativamente in quanto venne danneggiata la reputazione della cavalleria e quindi l'interesse per le sue manifestazioni medievali. La tradizione romantica, comunque, rimase sufficientemente forte per convincere Thomas Hardy, Laurence Binyon e John Masefield a comporre opere teatrali basate sulle vicende arturiane e a T.S. Eliot ad alludere al mito di Artù (ma non ad Artù stesso) nella sua poesia "La terra desolata" in cui viene menzionato il Re Pescatore.

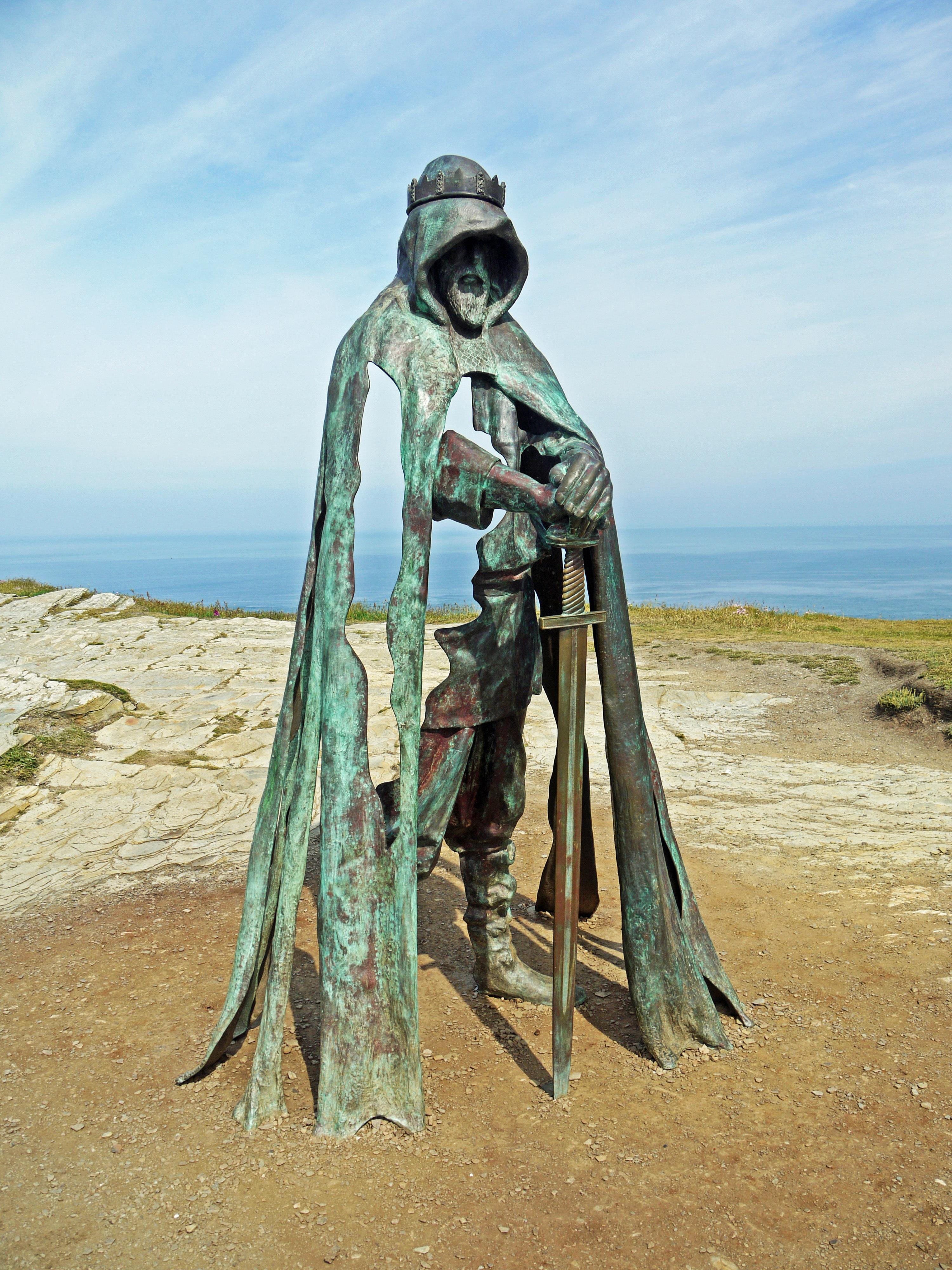
Statua raffigurante re Artù a Tintagel

### La leggenda nell'epoca contemporanea

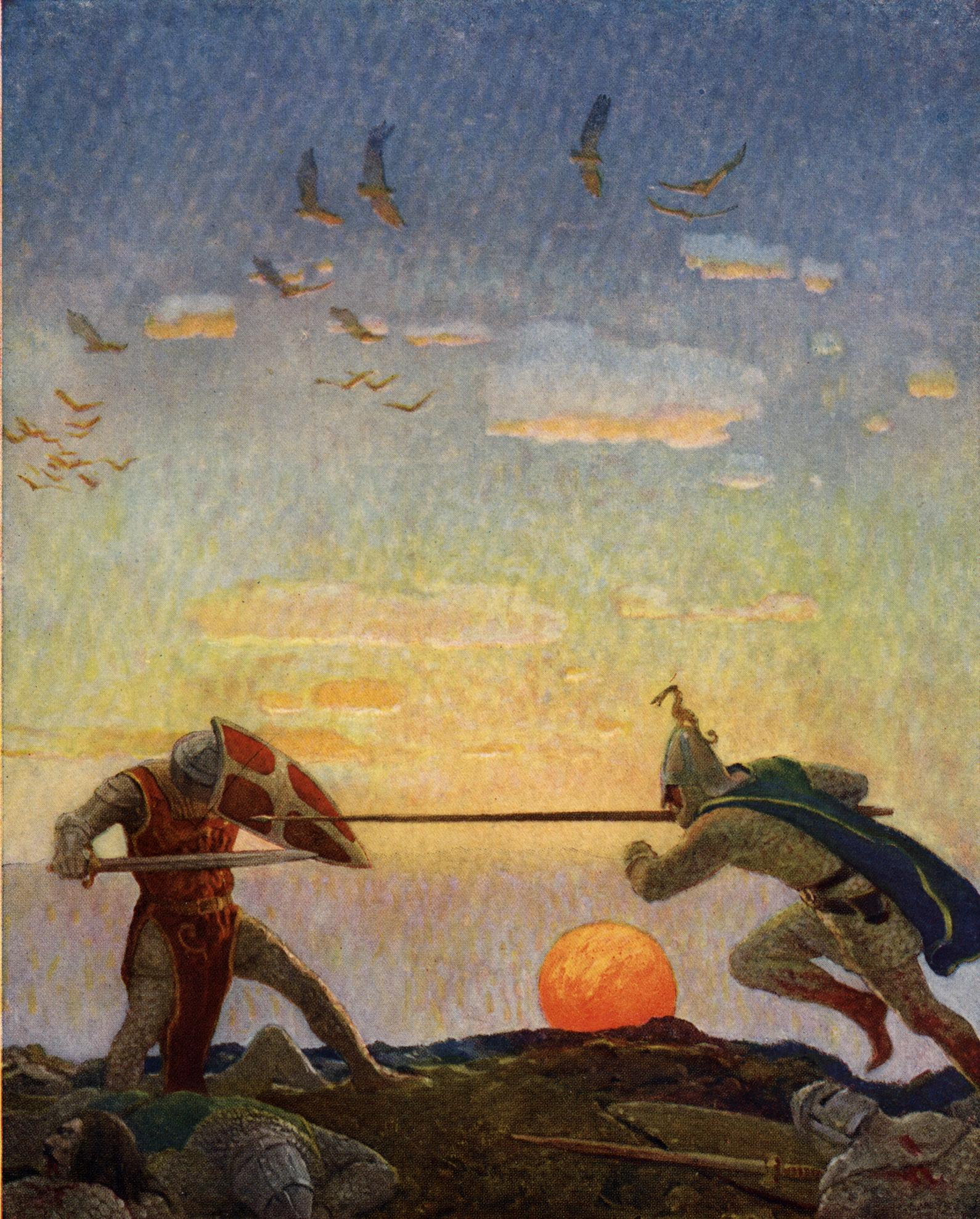
Il combattimento tra Artù e Mordred, illustrazione di N. C. Wyeth.

Nell'ultima metà del ventesimo secolo, l'influenza della tradizione romantica arturiana continuò grazie a romanzi come Re in eterno (1958) di Terence Hanbury White e Le nebbie di Avalon (1982) di Marion Zimmer Bradley, oltre a fumetti come principe Valiant (pubblicato a partire dal 1937). Tennyson aveva rielaborato i racconti di Artù in modo tale da andare incontro ai gusti dei lettori del suo tempo e allo stesso modo è successo con gli autori più moderni. Il racconto di Bradley, per esempio, ha un approccio femminista ad Artù e alla sua leggenda, in contrasto con le narrazioni di epoca medievale; inoltre gli autori statunitensi spesso rielaborarono la storia di Artù per essere più coerenti con alcuni valori come l'uguaglianza e la democrazia. I racconti arturiani divennero popolari anche nel cinema e nel teatro. Il musical Camelot è un adattamento del romanzo di T. H. White realizzato da Lerner e Loewe nel 1960, come il cartone animato disneyano La spada nella roccia del 1963; Camelot, che pone l'accento sull'amore tra Lancillotto e Ginevra, è stato trasposto sul grande schermo nell'omonimo film del 1967. La tradizione romantica di Artù appare particolarmente evidente e nel Lancillotto e Ginevra (1974) di Robert Bresson, ne Il fuorilegge (1978) di Éric Rohmer e, in parte, in Excalibur (1981) di John Boorman. Inoltre anche la commedia del 1975 Monty Python e il Sacro Graal trae ispirazione da queste opere.

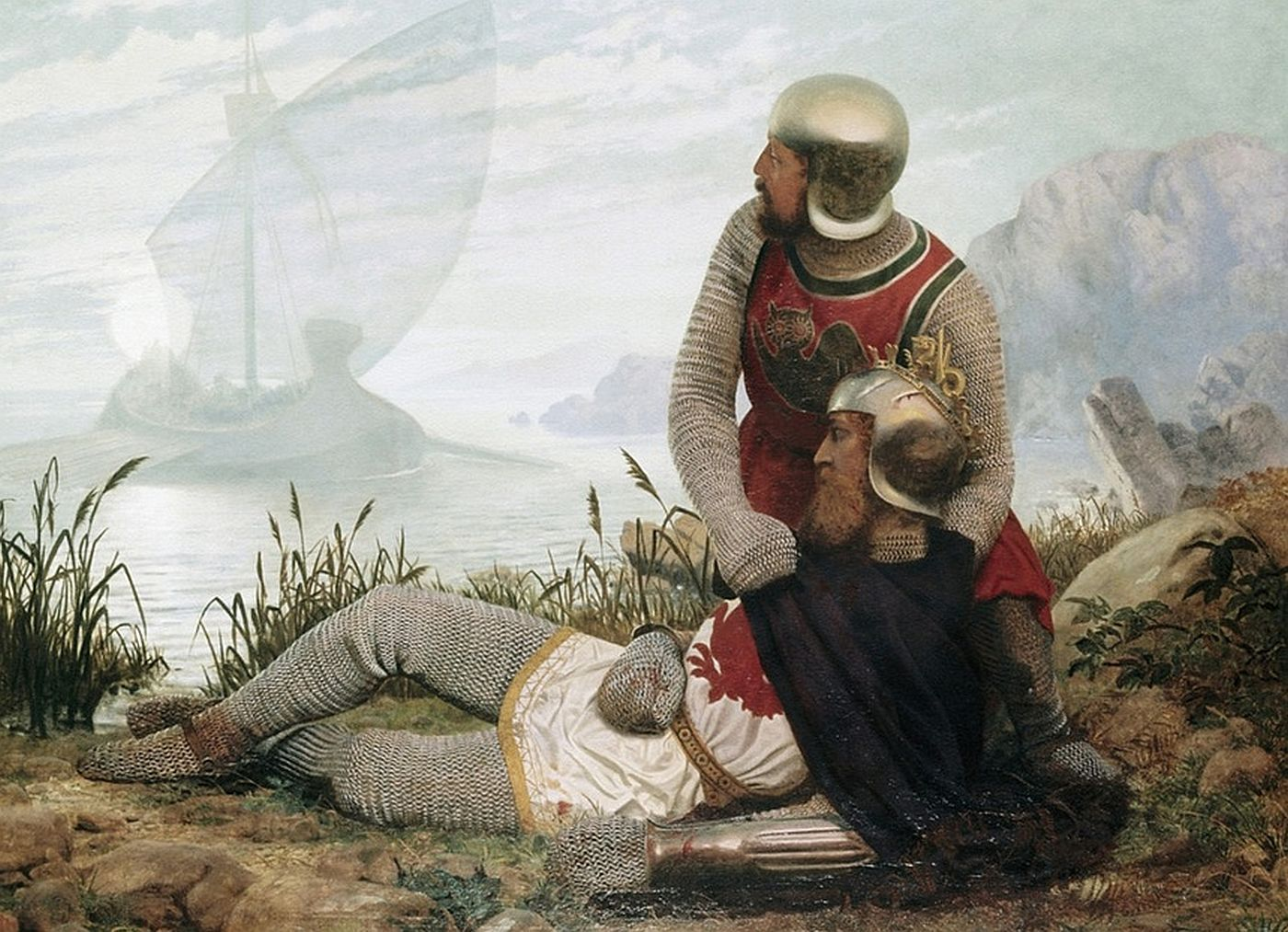
La morte di Artù, di John Garrick (1862).

Ricordi e rielaborazioni della tradizione romanzesca non sono l'unico aspetto importante della leggenda moderna di re Artù. Sono stati effettuati anche tentativi di rappresentarlo come una vera figura storica appartenente al VI secolo, togliendoli gli aspetti "romantici". Come Taylor e Brewer hanno notato, questo ritorno alla tradizione medievale di Goffredo di Monmouth e alla Historia Brittonum è una tendenza recente che è diventata dominante nella letteratura arturiana negli anni successivi alla fine della seconda guerra mondiale, grazie alla figura leggendaria del re britannico che si oppone agli invasori germanici. La serie radiofonica di Clemence Dane, The Saviors (1942), fa uso dell'Artù storico per incarnare lo spirito della resistenza eroica, similmente a come farà Robert Cedric Sherriff nel suo The Long Sunset (1955). Questa tendenza a mettere Artù in un contesto storico è evidente anche nei romanzi storici e fantastici pubblicati in questo periodo [120]. Negli ultimi anni, il personaggio di Artù rappresentato come un vero e proprio eroe del V secolo ha fatto il suo ingresso nelle versioni cinematografiche legate alla leggenda, in particolare le serie televisive Artù re dei Britanni (1972-73), Merlin (2008-12), Camelot (2011) e nei film King Arthur (2004), L'ultima legione (2007) e King Arthur - Il potere della spada (2017).

## Aspetto e personalità di Re Artù
Le fonti medievali forniscono scarse informazioni sull'aspetto fisico di Re Artù. Nella La morte di Artù di Thomas Malory, l'unico dettaglio significativo riguarda i suoi occhi, descritti come grigi. La Historia Regum Britanniae di Goffredo di Monmouth si sofferma invece sull'equipaggiamento militare, citando una lorica hamata e un elmo dorato recante l'effige di un drago. Wace, nel suo Roman de Brut, descrive Artù come un uomo alto, forte, invincibile in battaglia, con pelle chiara, capelli biondi e una barba che ne caratterizza la maturità. Layamon aggiunge ulteriori tratti: lo immagina cresciuto in Bretagna, di sguardo penetrante e figura imponente, dotato di un’eleganza che non intacca il suo valore di guerriero.
La personalità di Artù varia sensibilmente a seconda delle tradizioni letterarie. Nelle cronache di Goffredo, è un giovane di bontà innata, generoso e retto, amato da tutti. È guidato da un forte senso della giustizia, generoso al punto da adornare la sua corte di ricchezze che riflettono la prosperità del regno. Secondo Layamon, fu un padre per i giovani e un conforto per gli anziani, severo con gli avventati e nemico dell’ingiustizia. Wace lo rappresenta anche come assetato di gloria e desideroso di compiere imprese memorabili, tratteggiandolo come un sovrano cortese e idealizzato. 
Nelle prime opere, Artù è descritto come un feroce condottiero che combatte streghe e giganti, mentre nei romanzi cortesi continentali emerge una figura più passiva e dignitosa, a volte percepita come debole. Nei testi di Chrétien de Troyes e Malory, il re appare saggio ma distante, incapace di opporsi alle tensioni della sua corte, come quando reagisce con silenziosa mestizia al tradimento di Ginevra e Lancillotto. Tuttavia, come osserva Norris J. Lacy, la sua autorità e prestigio restano intatti nonostante le sue debolezze.
Nell'età vittoriana, in particolare negli Idilli del Re di Tennyson, Artù viene esaltato come simbolo della virilità ideale e del sovrano perfetto, la cui missione fallisce a causa della fragilità umana.

## Artù figura storica
La storicità di re Artù è stata a lungo dibattuta dagli studiosi, ma negli anni si è raggiunto un consenso nel ritenere sostanzialmente leggendaria la figura di questo sovrano assoluto per diritto divino. Una scuola di pensiero avanzerebbe l'ipotesi che fosse vissuto nel tardo V secolo o agli inizi del VI secolo, che fosse stato un romano-britannico e che avesse combattuto il paganesimo sassone. I suoi ipotetici quartieri generali si sarebbero trovati in Galles, Cornovaglia, o a ovest di ciò che sarebbe diventata l'Inghilterra. A ogni modo, le controversie sul centro del suo potere e sul tipo stesso di potere che esercitava continuano oggi. Come per l'altra saga inglese per eccellenza, quella di Robin Hood, anche per la figura di re Artù esistono molti plausibili candidati storici, seppure nessuno di essi pare possa - da solo - essere totalmente identificato con il sovrano della tradizione che assommerebbe in sé tutte le caratteristiche di detti personaggi storici, e per tal motivo gli storici si trovano in disaccordo sull'identità certa del personaggio che storicamente sta alla base del mito, ma, in ogni caso, tutti gli studiosi sono certi che non si tratti di un vero e proprio monarca, quanto di un capoclan o di un condottiero al massimo.
Il problema annoso dell'identificazione certa della figura di Artù con un personaggio storico dipende in gran parte dal fatto che - una volta ritirate le legioni romane dalla Britannia, si perse la trascrizione storica degli eventi, in quanto i Celti non erano soliti tramandare per iscritto gli avvenimenti. Le prime notizie storiche che tramandano la figura di Artù risalgono a 300 - 350 anni dopo gli eventi a lui collegati. E questo vale non solo per il monarca e i personaggi a lui ricollegabili, ma anche per i luoghi in cui egli operò.
Circa i luoghi della saga arturiana, ad esempio si verifica una totale discrepanza tra le fonti:

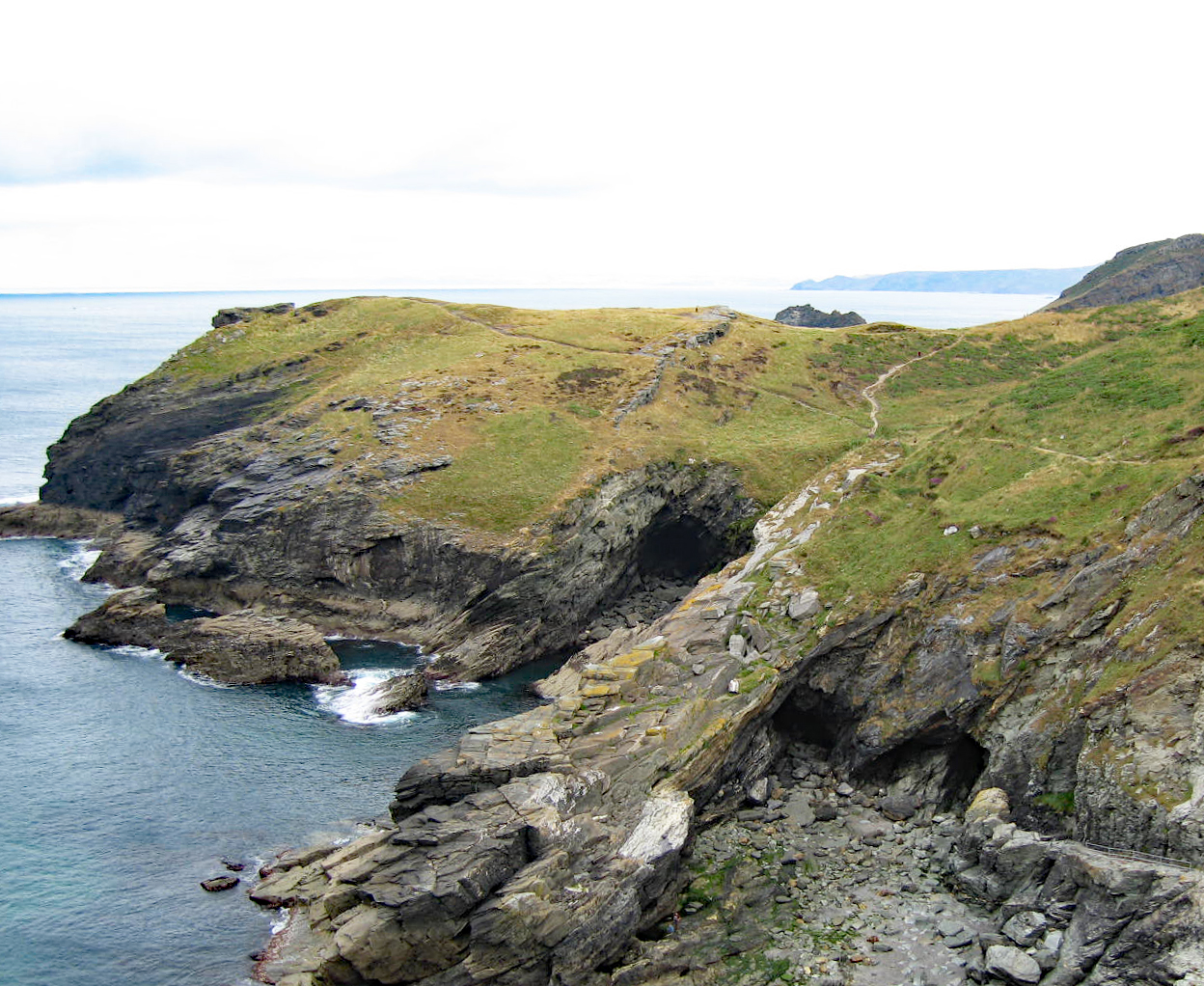
Merlin's Cave a Tintagel dove, secondo la leggenda, Merlio salvò il bambino Artù dal mare.

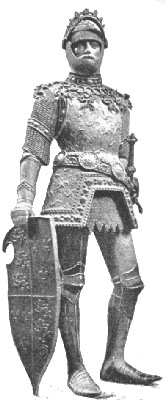
Una statua di Artù in bronzo con visiera alzata e scudo è tra i cavalieri in lutto alla tomba dell'imperatore Massimiliano I (morto nel 1519), nella Hofkirche a Innsbruck.

- Il luogo natale di Artù si tramanda essere Tintagel, in Cornovaglia. Fu Goffredo di Monmouth il primo a proporre tale località, ma lo storico scrisse circa cinque secoli dopo gli eventi dell'epoca arturiana e a Tintagel nessun ritrovamento archeologico risulta riconducibile direttamente ad Artù.[104]
- Premesso che Artù, nell'epoca storica in cui è probabilmente vissuto, non si vestiva come un sovrano medioevale ma come un legionario romano e che la sua reggia non fosse un castello, ma più probabilmente un accampamento romano, non si conosce esattamente il luogo in cui egli teneva la propria corte, che - assai più probabilmente - era un consiglio di guerra. Tra il 1989 ed il 1997 una serie di scavi archeologici presso l'antica città romana di Viroconium evidenzia un notevole ingrandimento del centro abitato tra il 400 ed il 650 d.C., dimostrando che era abitata da una popolazione romano - britannica anche dopo il tritiro delle legioni da parte del morente impero romano. Oggigiorno il sito archeologico si ubica presso il villaggio di Wroxeter, circa otto chilometri a sud-est di Shrewsbury, un modesto insediamento, ma all'epoca dei fatti di Artù, era addirittura più densamente popolato di Londinium, Londra, in piena decadenza. La corte di Artù si trovava in un luogo noto come "Camelot", in un castello posto in riva a un fiume, nel mezzo d'una fitta e umida foresta, dove la luce solare penetrava appena. Una descrizione troppo vaga dal punto di vista geografico per anche solo tentare di proporre una identificazione.[104] Tale località appare, in un fugace accenno, per la prima volta, nel poema Lancillotto o il cavaliere della carretta, scritto all'incirca nel 1170 da Chrétien de Troyes, quando Goffredo di Monmouth, circa cinquant'anni prima, scriveva di una cittadina del Galles, Caerleon.[104] A parte il non trascurabile fatto che esiste una località omonima nel Monmouthshire, nei secoli seguenti si sono proposte tutta una serie di nomi di città per la mitica Camelot: Sir Thomas Malory la identifica con Winchester nello Hampshire e - a cavallo tra il 1500 e il 1600 - si sono fatti i nomi di Carlisle, in Cumbria, Camelford in Cornovaglia, una collina nel Somerset, ove sorge la parrocchia di Queen's Camel,[105] e la città di Colchester[106] nell'Essex, il cui nome latino "Camulodunum" ben potrebbe aver dato origine al nome Camelot.
- Il luogo di sepoltura di Artù, ovvero la brumosa isola di Avalon è un altro luogo che invano s'è cercato d'identificare geograficamente nel corso dei secoli. All'epoca di Goffredo di Monmouth s'era soliti individuare la tomba del monarca con l'abbazia di Glastonbury, nel Somerset. Prima dell'anno 1000, in effetti, Glastonbury era un'isola circondata da paludi. Altre interpretazioni medioevali la riscontrano in un'isola prospiciente le coste del Galles nordoccidentale, Bardsey Island. Curiosamente però, l'isola degli eroi celtici defunti deriva il suo nome, assai probabilmente, dal sostantivo celtico "Ymys yr Afallan", ovvero l'"Isola delle mele", una sorta di Campi Elisi celtici, o - alternativamente - potrebbe esser connessa al termine celtico generico per "oltretomba", "Affallach", che significa "Il sovrano della morte".[107]
- Il più antico riferimento alla battaglia finale in cui Artù venne ferito a morte si trova negli Annales Cambriae, che riporta la data del 537: "lo scontro di Camlann nel quale Artù e Medraut (Mordred) morirono"[108] senza peraltro specificare se nella battaglia i due guerrieri fossero su schieramenti opposti ("Hoc anno, Gueith camlann in qua Arthur et Medraut corruerunt, et mortalitas in Brittannia et in Hibernia fuit"). Il nome della località, in tale cronaca, è riportato in duplice versione in lingua bretone, come "Gwaith Camlan" e/o "Brwydr Camlan". I resoconti successivi si trovano nell'Historia Regum Britanniae di Goffredo di Monmouth, dove già compare il tema del tradimento di Mordred nei confronti di Artù e nella storia gallese "Il sogno di Rhonabwy". La brughiera ove rimase ferito a morte re Artù, Camlann, sicuramente non è da identificarsi con la città di Salisbury delle narrazioni medioevali tarde. Potrebbe esser identificata con la piana di Queen's Camel, nel Somerset, ma - anche in questo caso - non è univoca l'identificazione, poiché altri propongono i dintorni delle città di Birdoswald, limitrofa al fortino romano di Banna, o di Castlesteads, anch'essa prossima al forte romano di Camboglanna del Vallo di Adriano entrambi in Cumbria. Il cronista gallese altomedievale Nennio identifica il luogo con il villaggio di Cambuslang, oggigiorno un rione periferico della città scozzese di Glasgow, anch'essa non troppo distante dal Vallo di Adriano. Alternativamente, gli storici ritengono probabile anche la contea dello Shropshire, una contea al confine tra Inghilterra e Galles, seppur non si siano avviate campagne di scavi archeologici a conferma di detta ipotesi. In tale regione esiste, però, un luogo che ben si adatta con il racconto tradizionale del sito ove Artù (menzionato col nome di "Owain Danwyn") trovò la morte, descritto per la prima volta in un resoconto del 800 d.C., e non troppo distante dall'identificazione della reggia di Camelot, nell'ipotesi che essa coincidesse con il sito romano - britannico di Viroconium, pure esso ubicato in tale contea (a 20 km in direzione nord - occidentale). Qui, alcuni storici[22] collocano il luogo dell'ultima battaglia di Artù, a Rhyd-y-Groes, in una piana sul fiume Camlad, dove, peraltro, sono presenti i resti di un fortino romano.[104]
- Infine, altrettanto poco accordo tra gli storici aleggia circa il pianoro ove si tramanda che Artù abbia conseguito la sua più prestigiosa vittoria, durante la battaglia del Monte Badon. A parte coloro che situano l'ubicazione del sito nell'ex provincia romana di Valentia, al di là del Vallo di Adriano, in Scozia presso le Lowlands, tra le moderne Edimburgo e Glasgow, a Livingston, oppure a Bamburgh, sulla costa del Mare del Nord, i luoghi da secoli in competizione per assicurarsi la sede mitologica della battaglia sono la città di Bath con l'adiacente Salisbury Hill, la collina rintracciata da Goffredo di Monmouth, nel Somerset, e le colline di Badbury Hillfort e di Badbury Rings, nell'Oxfordshire.[104]

Non meno enigmatica è poi la figura "storica" che ha funto da prototipo su cui è stata costruita l'epopea leggendaria di re Artù.
- Germano di Auxerre potrebbe essere uno dei candidati papabili, in quanto guidò le truppe romane rimaste nell'isola dopo il ritiro ufficiale delle legioni (pare accertato che non tutti i legionari romani siano stati rimpatriati nel 408 d.C., essendo assai probabile la permanenza in loco di quelli sposati a donne britanniche) nella cosiddetta "battaglia dell'Alleluia", la domenica di Pasqua del 429 d.C. Altrettanto titolato a ricoprire la carica di prototipo dell'Artù storico è il collega di Germano, Lupo di Autun che guidò, nel summenzionato scontro, i contingenti britannici alleati dei romani in una gola tra le montagne site presso la cittadina gallese di Mold. Quello che non torna è che gli avversari battuti da Germano e Lupo, non erano Sassoni, bensì Scoti e Pitti. I due generali, però, pare che abbiano guidato un secondo contingente romano-celtico, nel 447 d.C., questa volta contro Sassoni, Angli, Danesi e Iuti. Non è noto se le spedizioni di Germano siano state in qualche modo autorizzate dal morente potere imperiale romano, oppure se siano state del tutto indipendenti da esso ed autogestite[104].
- Sono stati tracciati anche paragoni tra le figure di Artù e di Ambrosio Aureliano[104], un condottiero romano rimasto in Britannia dopo l'evacuazione delle legioni nel 408 d.C. in quanto sposato a una donna britanna. Egli si pose a capo dei pochi contingenti romani rimasti e dei reparti britanni per contrastare l'avanzata dei Sassoni. Assai probabilmente fu proprio lui a comandare i reparti vittoriosi al "Mons Badonicus", il Monte Badon. Secondo Gildas, ripreso da Nennio e Beda, Ambrosio era l'eroe cantato dal bardo Taliesin, cristiano cattolico, che combatté accanitamente contro Vortigern e i mercenari Sassoni da lui ingaggiati nel 449 d.C. con il duplice scopo di ricacciare oltre il Vallo di Adriano i Pitti e gli Scoti e di riunificare la Britannia eliminando tutti i capi clan emersi dalla caotica situazione che si venne a determinare a causa della partenza delle legioni romane.
- C'è chi sostiene che la figura di Artù possa coincidere perfettamente con quella di un certo Riotamo, "re dei Britanni", molto attivo durante il regno dell'imperatore romano Antemio. Ne parla lo storico goto Giordane, al servizio di Bisanzio, intorno al 580 d.C., un quarantennio dopo lo svolgersi dell'epopea di Artù. Come riporta lo storico goto, Riotamo era re dei "Brittoni" ("Britanni", l'assonanza è quasi perfetta) e invase per ben due volte la Gallia, esattamente come tramandatoci per Artù. Inoltre, egli fu tradito da uno dei suoi più cari amici, esattamente come si può leggere nella saga di Artù, Lancillotto e Ginevra. Infine, Riotamo morì presso la città di "Avallon". Sfortunatamente, Riotamo è una figura minore di cui sappiamo ancora poco e nemmeno gli studiosi sono in grado di capire se i "bretoni" che comandava erano i britannici o gli abitanti dell'Armorica.
- Altri suggeriscono di identificarlo con Lucio Artorio Casto, un dux romano del II secolo, i cui successi militari in Britannia sarebbero stati tramandati nei secoli successivi. Ufficiale (con il rango di praefectus) della VI legione in Britannia, che potrebbe aver guidato un'unità di cavalieri sarmati (provenienti dall'Ucraina meridionale), stanziati a Ribchester, che conducevano campagne militari a nord del Vallo di Adriano. Le imprese militari di Casto in Britannia e Armorica (odierna Bretagna) potrebbero essere state ricordate per i secoli successivi e aver contribuito a formare il nucleo della tradizione arturiana, così come le tradizioni portate dagli alano-sarmati. C'è anche chi parla dell'usurpatore romano Magno Massimo. Questo militare di carriera, vissuto a cavallo tra il II e il III secolo d.C., aveva adottato per insegna un grande drago rosso, da cui il cognome di Artù, detto "Pendragon", ovvero "il figlio del drago". Le continue vittorie di Casto, in breve liberarono il Galles e l'intera Britannia centrosettentrionale dai Caledoni, finendo così mitizzato dagli indigeni. I Sarmati, poi avevano una religione di tipo animista. Essi adoravano spade dopo averle conficcate nel terreno, il che potrebbe rappresentare la fonte della leggenda de La spada nella roccia. Il problema fondamentale è che non esiste testimonianza storica scritta delle imprese di questo condottiero[104].
- Alternativamente, "Artù" sarebbe il soprannome attribuito a un anonimo e ignoto capo clan e sarebbe derivato dalla fusione di due vocaboli aventi il medesimo significato in due lingue diverse, il celtico "Art", che significa "Orso", e il latino "Ursus", di medesimo senso semantico. Si noti - altresì - il vocabolo greco "Arktos", che vuol dire anch'esso "Orso", in quanto i generali romani, al pari dei governatori e dei letterati, conoscevano e parlavano il greco antico. Si noti, altresì, che presso i Celti era diffusa una religione animista, dove s'adoravano spiriti animali, ragion per cui non è azzardato ritenere che Artù possa essere anche la personificazione di un "dio-orso" del pantheon celtico.[104]
- Un'altra teoria è quella secondo cui il nome di Artù sarebbe in realtà un titolo portato da Owain Ddantgwyn, che sembrerebbe essere stato un re di Rhos. C'è poi l'ipotesi che egli sarebbe in realtà un re dell'età del bronzo, circa 2300 a.C.: estrarre una spada da una roccia sarebbe infatti una metafora della costruzione di una spada e della sua estrazione dalla forma dopo la fusione.
- Altre supposizioni si basano sul fatto che Artù fosse Artuir mac Áedán, figlio di re Áedán mac Gabráin della Dalriada, un signore della guerra scozzese che guidò gli Scoti di Dalriada contro i Pitti. Secondo questa teoria, Artù avrebbe quindi svolto le sue azioni di guerra soprattutto nella regione tra il Vallo di Adriano e quello di Antonino (area del Gododdin). Per alcuni Artù potrebbe addirittura essere stato lo stesso Áedán mac Gabráin. E c'è chi pensa[109] che Artù avrebbe comandato una coalizione di celti cristiani contro gli invasori pagani, riuscendo a tenerli lontani per un centinaio d'anni circa.
- In un articolo apparso su Focus Storia si cita la possibilità che la figura di re Artù possa essere stata ispirata dall'ultimo comandante militare di un territorio romano che sopravvisse allo smembramento dell'Impero Romano d'Occidente in regni romano-barbarici.[110]

A ogni modo, si hanno svariati omonimi, o persone con nomi simili, nella sua generazione e si può pensare che siano poi stati riuniti dalle credenze popolari e tramandati come se fossero un'unica entità. Ed ecco così spuntare Arthnou, un principe di Tintagel (in Cornovaglia), che visse nel VI secolo, oppure Athrwys ap Meurig, re del Morgannwg (odierno Glamorgan) e del Gwent (due aree del Galles). Artù potrebbe quindi essere un semplice collage di tutte queste figure mitologiche o storiche.

## Artù figura leggendaria
Il nome Artù, che come nome proprio di persona risulta storicamente attestato nella Pietra di Artù, in lingua celtica continentale significa orso, simbolo di forza, stabilità e protezione, caratteri anche questi ben presenti in tutta la leggenda. Un'interessante ipotesi è stata recentemente prospettata da alcuni storici britannici consulenti dell'ente televisivo statale BBC circa l'origine del nome "Arthur". Esso, a loro dire, potrebbe infatti derivare dall'unione del termine bretone "Arth" (che significa "Orso"), con l'analogo termine di derivazione latina "Ursus". Dal vocabolo ancestrale "Arth - Ursus" sarebbe derivato "Arthur". Nella civiltà celtica gli uomini avevano come nome proprio quello di un animale che sceglievano per sottolineare un tratto fisico o caratteriale, e l'orso è l'animale simbolo per eccellenza della regalità. Anche sulla base del suo nome, una scuola di pensiero ritiene che la figura di Artù non abbia nessuna consistenza storica e che si tratterebbe di una semi-dimenticata divinità celtica poi trasformata dalla tradizione orale in un personaggio realmente esistito, come sarebbe accaduto per Lir, dio del mare, divenuto poi re Lear. In gallese la parola arth significa "orso" e tra i celti continentali (anche se non in Britannia) esistevano molte divinità-orso chiamate Artos o Artio. È probabile che queste divinità siano state portate dai Celti in Britannia. Va anche notato che la parola gallese arth, quella latina arctus e quella greca arctos significano "orso". Inoltre, Artù è chiamato l'"Orso di Britannia" da alcuni scrittori. "Arktouros" ("Arcturus" per i Romani, e "Arturo" in italiano), ovvero "guardiano dell'orsa", era il nome che i Greci davano alla stella in cui era stato trasformato Arkas, o Arcade, re dell'Arcadia e figlio di Callisto, che invece era stata trasformata nella costellazione dell'Orsa Maggiore ("Arctus" per i Romani).
Altre grafie esistenti del suo nome sono Arzur, Arthus o Artus. L'epiteto di "Pendragon" gli viene invece dal padre, Uther Pendragon.

## Antiche tradizioni

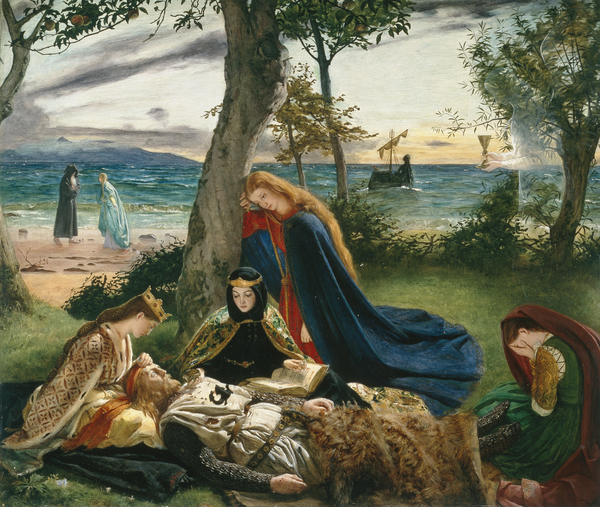
La morte di Re Artù, di James Archer (1823-1904).

Artù appare per la prima volta nella letteratura gallese: in un antico poema in questa lingua, Y Gododdin (circa 594), il poeta Aneirin (535-600) scrive di uno dei suoi sudditi che lui "nutriva i corvi neri sui baluardi, pur non essendo Artù". A ogni modo, questo poema è ricco di inserimenti posteriori e non è possibile sapere se questo passaggio sia parte della versione originale o meno. Possiamo però fare riferimento ad alcuni poemi di Taliesin, che sono presumibilmente dello stesso periodo: The Chair of the Sovereign, che ricorda un Artù ferito; Preiddeu Annwn ("I Tesori di Annwn"), cita "il valore di Artù" e afferma che "noi partimmo con Artù nei suoi splendidi labours"; poi il poema Viaggio a Deganwy, che contiene il passaggio "come alla battaglia di Badon con Artù, il capo che organizza banchetti/conviti, con le sue grandi lame rosse dalla battaglia che tutti gli uomini possono ricordare".
Un'altra citazione è nell'Historia Brittonum, attribuita al monaco gallese Nennio, che forse scrisse questo compendio dell'antica storia del suo paese nell'anno 830 circa. Nuovamente, quest'opera ci descrive Artù come un "comandante di battaglie", piuttosto che come un re. Due fonti distinte all'interno di questo scritto ricordano almeno 12 battaglie in cui avrebbe combattuto, culminando con la battaglia del Monte Badon, dove si dice abbia ucciso, da solo/con una sola mano, addirittura 960 avversari.
Secondo gli Annales Cambriae, Artù sarebbe stato ucciso durante la battaglia di Camlann nel 537.
Appare inoltre in numerose vitae di santi del VI secolo, ad esempio la vita di san Iltud, che alla lettura sembra essere scritta verso il 1140, dove si dice che Artù fosse un cugino di quell'uomo di chiesa. Molte di queste opere dipingono Artù come un fiero guerriero, e non necessariamente moralmente impeccabile come nei successivi romanzi. Secondo la Vita di san Gildas (morto intorno all'anno 570), opera scritta nell'XI secolo da Caradoc di Llancarfan, Artù uccise Hueil, fratello di Gildas, un pirata dell'isola di Man.
Attorno al 1100 Lifris di Llancarfan asserisce nella sua Vita di san Cadoc che Artù è stato migliorato da Cadoc. Cadoc diede protezione a un uomo che aveva ucciso tre dei soldati di Artù, che ricevé del bestiame da Cadoc come contropartita per i suoi uomini. Cadoc glielo portò come richiesto, ma quando Artù prese possesso degli animali, questi furono trasformati in felci. Il probabile scopo originale di questa storia sarebbe quello di promuovere l'accettazione popolare della nuova fede cristiana "dimostrando" che Cadoc aveva poteri magici attribuiti tradizionalmente ai druidi e così intensi da "battere" Artù. Avvenimenti simili sono descritti nelle tarde biografie medioevali di Carannog, di Padern e Goeznovius.
Artù compare anche nel racconto in lingua gallese Culhwch e Olwen, solitamente associata con il Mabinogion: Culhwch visita la corte di Artù per cercare il suo aiuto per conquistare la mano di Olwen. Artù, che è definito suo parente, acconsente alla richiesta e compie le richieste del padre di Olwen, il gigante Ysbaddaden (tra cui la caccia al grande cinghiale Twrch Trwyth).
Questo può essere riportato alla leggenda dove Artù è dipinto come il capo della caccia selvaggia, un tema popolare che è ricordato anche in Bretagna, Francia e Germania.

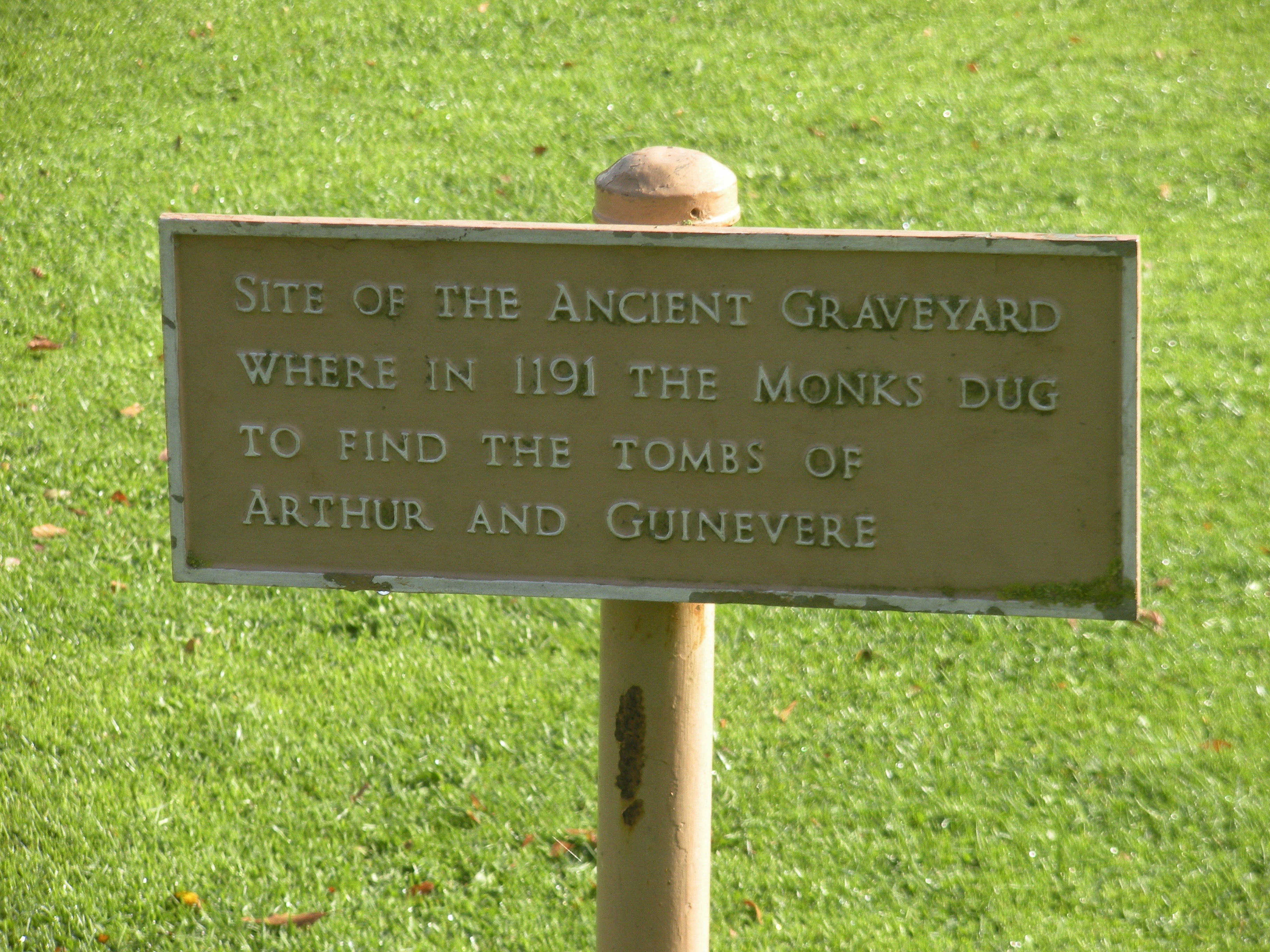
Tomba di Artù e Ginevra nell'abbazia di Glastonbury.

Roger Sherman Loomis ha elencato questi esempi (Loomis 1972). Gervasio di Tilbury nel XIII secolo e due scrittori XV secolo assegnano questo ruolo ad Artù. Gervasio afferma che Artù e i suoi cavalieri cacciavano regolarmente lungo un antico tratto tra Cadbury e Glastonbury (che è ancora conosciuta come King Arthur's Causeway), e si pensa che lui e la sua compagnia di cavalieri possa essere vista a mezzanotte nella foresta di Brittany o Savoy in Gran Bretagna.
Loomis allude a un cenno scozzese nel XVI secolo, e afferma che molte di queste credenze fossero ancora ricorrenti nel XIX secolo al Castello di Cadbury e in diverse parti della Francia.
Più tardi parti del Trioedd Ynys Prydein, o Welsh Triads, menzionano Artù e collocano la sua corte a Celliwig in Cornovaglia. Celliwig è stata identificata con la città di Callington dagli anziani antiquari celtici, ma Rachel Bromwich, l'ultima curatrice delle Welsh Triads, afferma che sia in realtà Kelly Rounds, una fortezza nei pressi della parrocchia celtica di Egloshayle.

## La spada di Artù
Nel Merlin di Robert de Boron, successivamente ripreso e continuato da Thomas Malory, re Artù ottiene il trono estraendo una spada da una roccia. Nel racconto estrarre la spada è possibile solo a colui che è "il vero re", inteso come l'erede di Uther Pendragon.
In quello che viene chiamato Post-Vulgate Merlin, Excalibur, una spada magica, viene donata a re Artù dalla Dama del Lago dopo che Artù è già re (Artù ottiene la spada prendendola dalla mano della Dama che esce fuori da un lago e gli porge l'Excalibur). Secondo diverse fonti Artù distrugge la spada estratta dalla roccia mentre sta combattendo contro re Pellinore, per questo Merlino permetterà ad Artù di ottenere la Excalibur dal lago (così come citato in diversi romanzi tra cui King Arthur and His Knights e King Arthur and the legend of Camelot di Howard Pyle e naturalmente molti romanzi moderni basati sulla saga arturiana).
In questa versione la lama della spada è in grado di tagliare qualunque materiale e il suo fodero è in grado di rendere invincibile chiunque lo indossi. Alcune storie narrano che Artù sia riuscito a estrarre la spada dalla roccia, ottenendo così il diritto a diventare re (e quella spada era Excalibur), ma che l'abbia gettata via dopo che, tramite essa, uccise accidentalmente un suo cavaliere. Merlino allora gli consigliò di trovare una nuova lama, cosa che succede quando Artù riceve la spada dalla Dama del Lago. Anche questa nuova spada verrà chiamata da Artù "Excalibur" così da avere lo stesso nome della originale e precedente spada.
La spada appare la prima volta con il nome di Caliburn nel racconto di Goffredo di Monmouth.

### Letteratura

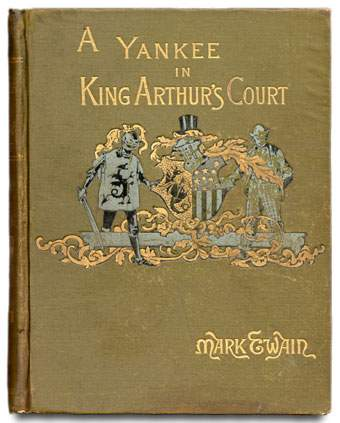
Copertina di Un americano alla corte di re Artù di Mark Twain, 1889.

## Artù nei media

### Teatro
Tra le rappresentazioni teatrali con soggetto re Artù si possono ricordare quella del 1923 di Laurence Binyon, con la musica di Edward Elgar, quella del 1937 di D. G. Bridson, con la musica di Benjamin Britten e quella di J. C. Carr, con la musica di Arthur Sullivan.

### Musica
Dalla leggenda arturiana sono state tratte anche delle opere musicali, tra cui King Arthur (1691) di Henry Purcell sul libretto di John Dryden. Il famoso compositore Richard Wagner pubblicò, nel 1865, Tristano e Isotta di cui scrisse il libretto e la musica. Altre composizioni relative ad Artù sono The Birth of Arthur (1909) di Rutland Boughton su libretto di Reginald Buckley, Le Roi Arthus (1903) di Ernest Chausson e Guinevere (1886) di Hubert Parry. The Myths and Legends of King Arthur and the Knights of the Round Table è un album del 1975 di Rick Wakeman liberamente ispirato alle leggende arturiane.

### Cinema e televisione
Fin dai primi anni dello sviluppo del cinema e della televisione, sono state prodotte numerose opere riguardanti le storie di re Artù e, più in generale, della materia di Bretagna.
Nel film X-Men 2, Magneto legge nella sua cella il libro di T.H. White The Once and Future King; alla fine del film, Charles Xavier parla dello stesso libro alla sua classe di studenti, chiamandolo nella versione italiana Il re passato e futuro. Il titolo inglese è tuttavia visibile nella scena della cella, sia nel film che nella versione fumettistica tratta da esso.

### Videogiochi
Re Artù e le leggende a esso correlate, sono protagonisti di molti videogiochi. Ad esempio in Stronghold Legends, una delle campagne di gioco è dedicata ad Artù e ai cavalieri della tavola rotonda, mentre nel multigiocatore in rete Dark Age of Camelot ci sono molti riferimenti alla leggenda Arturiana. In Tzar: Excalibur e il Re Artù, la campagna principale del gioco ripercorre tutte le vicende, a partire da quando il giovane Artù estrae la spada dalla roccia, sino alle più importanti battaglie del suo esercito con i personaggi che orbitano attorno alla sua leggenda, Merlino compreso. Nella visual novel giapponese Fate/stay night appare come coprotagonista della storia una versione femminile di Re Artù, Artoria Pendragon, evocata come Servant di classe Saber. In questa versione Artoria era destinata a diventare re della Bretagna, come profetizzato da Merlino e con l'aiuto di quest'ultimo, unico oltre alla sorellastra Morgana a sapere la verità, si è finta uomo in quanto a quei tempi non sarebbe stato permesso ad una donna di sedersi sul trono del Re.

### Fumetti e animazione
- Artù, denominato Semola, è il protagonista del classico Disney del 1963 La spada nella roccia ispirato al romanzo omonimo scritto da T.H. White. Viene presentato come un giovane dodicenne cresciuto in maniera severa da sir Ettore e viene preso come studente da Merlino, che lo guida fino al momento in cui estrae la spada dalla roccia divenendo re d'Inghilterra.

Artù nella versione Disney

- Il personaggio di Artù compare nella serie a fumetti del Principe Valiant, e nella versione animata della stessa; il protagonista è infatti un giovane cavaliere che trova la corte di Camelot e diventa uno dei paladini del re.
- La figura di Artù ha fatto da ispirazione per il personaggio di Aquaman; diverse incarnazioni prendono a prestito caratteristiche varie, dalle origini al ruolo di re, oltre al possesso di un'arma magica; molte di esse sono state incluse nella versione del DCEU: nel film Aquaman il nome proprio Arthur viene dato al supereroe neonato quando il padre racconta alla madre la storia di re Artù; in seguito i genitori saranno divisi, e ad occuparsi della sua istruzione sarà il consigliere Vulko (figura di saggio affine a Merlino); egli metterà Arthur sulle tracce del tridente di Atlan, un'arma magica appartenuta ad un antico re di Atlantide e ritenuta simbolo del vero re della nazione; nella sua ricerca Arthur (uomo trasandato e volgare) sarà aiutato da Mera, una principessa di un altro regno (la sua Ginevra); ottenuto il tridente, metterà fine alla guerra tra i sette regni di Atlantide sconfiggendo il fratellastro (come Artù era fratellastro di Morgana e padre illegittimo di Mordred).
- Nella serie a fumetti dedicata agli X-Men, Magneto usa per un certo periodo un asteroide come base e rifugio per i mutanti, chiamandolo Avalon.
- In una avventura nel passato, Iron Man si ritroverà alla corte di Artù e combatterà con lui contro il Dottor Destino, il quale ha appreso la magia (tra gli altri) da Morgana.
- Nel cartone animato Gargoyles - Il risveglio degli eroi, alcune puntate mostrano personaggi e ambientazioni del ciclo arturiano; una storia è ambientata su Avalon e mostra il risveglio di Artù, che poi partirà verso il mondo esterno per reclamare la spada Excalibur.
- Nella serie animata Winx Club il cane di Roxy, la settima Winx, l'ultima fata della terra, la fata degli animali e la principessa ereditaria del regno delle fate della terra, si chiama Artù, in onore dell'omonimo eroe leggendario.
- Arthur Pendragon, soprannominato Artie, compare anche in Shrek terzo. Abbandonato dal padre, cresce orfano e frequenta il liceo Worcestershire dove viene bullizzato finché Shrek arriva a prelevarlo per farlo diventare re di Molto Molto Lontano; durante il tragitto verso il regno, Artie incontra di nuovo Merlino, il suo ex insegnante del liceo andato in pensione e divenuto un eccentrico hippy, e nel finale si scontra con Azzurro.
- Nella serie di fumetti John Doe di Roberto Recchioni, il figlio di John Doe e di Morte prende il nome di Mordred, creando una analogia tra le due figure

## Artù nell'arte
Vi sono varie rappresentazioni di re Artù nell'arte. Si ricordano la statua nella Hofkirche di Innsbruck, il bassorilievo sull'archivolto della Porta della Pescheria della cattedrale di Modena e la raffigurazione sul mosaico di Otranto.